# Liste von Sakralbauten in Erfurt
Die Liste von Sakralbauten in Erfurt nennt ehemalige und bestehende Kirchen, Klöster und sonstige Sakralbauten in Erfurt (Thüringen).

## Christentum
Die Erfurter Altstadt zählt zu den kirchenreichsten Altstädten Deutschlands, da die Pfarrbezirke hier besonders kleinteilig strukturiert waren.
- In der Altstadt gab es 38 Kirchengebäude (inklusive der Klosterkirchen), von denen heute 27 erhalten und 11 nicht mehr vorhanden sind.
- Insgesamt gibt es in den inneren Stadtteilen (Erfurt + Vorstädte + Ilversgehofen + Melchendorf) heute noch 35 Kirchengebäude, von denen 13 evangelisch, 12 katholisch und 4 profan genutzt werden. Von 5 Kirchen existiert nur noch der Turm und 1 Kirche ist eine Ruine.
- In den Erfurter Dörfern gibt es insgesamt 42 weitere Kirchen, von denen 36 evangelische und 6 katholische sind.
- Somit bestehen heute in Erfurt insgesamt 77 historische Kirchengebäude.
- In der Erfurter Altstadt gab es darüber hinaus 14 Klöster, von denen die meisten auch eine Klosterkirche besaßen. Diese Klosterkirchen sind oben bereits enthalten.

### Kirchen in der Altstadt und den Stadtteilen
| Kirche                                              | Standort                                              | Bauzeit                                 | Größe (Länge × Breite [m]) | Baustil                  | Konfession                                             | Bild |
| --------------------------------------------------- | ----------------------------------------------------- | --------------------------------------- | -------------------------- | ------------------------ | ------------------------------------------------------ | ---- |
| Ägidienkirche                                       | Wenigemarkt                                           | 1324                                    | 20 × 15                    | gotisch                  | evangelisch-methodistisch                              |      |
| Allerheiligenkirche                                 | Marktstraße/Allerheiligenstraße                       | 1371                                    | 30 × 20                    | gotisch                  | römisch-katholisch                                     |      |
| Andreaskirche                                       | Andreasstraße/Webergasse                              | um 1350                                 | 30 × 20                    | gotisch                  | evangelisch-uniert                                     |      |
| Augustinerkirche                                    | Augustinerstraße                                      | 1290                                    | 35 × 13                    | gotisch                  | evangelisch-uniert                                     |      |
| Barfüßerkirche (Franziskaner)                       | Barfüßerstraße                                        | bis 1350                                | 80 × 30                    | gotisch                  | Ruine (seit 1944)                                      |      |
| Bartholomäuskirche                                  | Anger                                                 | 1412                                    |                            | gotisch                  | nur der Turm erhalten (Abriss der Kirche 1668)         |      |
| Bonifatiuskirche                                    | Wagdstraße                                            | 1729–31                                 |                            | barock                   | römisch-katholisch                                     |      |
| Brunnenkirche                                       | Fischersand/Hermannsplatz                             | 1253                                    | 30 × 10                    | gotisch                  | römisch-katholisch                                     |      |
| Christuskirche                                      | Brühlervorstadt, Tettaustraße                         | 1912/1913                               | 30 × 15                    | neoklassizistisch        | evangelisch-lutherisch                                 |      |
| Cyriakkapelle                                       | Brühlervorstadt, Im Gebreite                          | 1950                                    |                            | Bartning-Diasporakapelle | evangelisch-uniert                                     |      |
| Dom (Marienkirche)                                  | Domplatz                                              | 1182                                    | 100 × 45                   | gotisch                  | römisch-katholisch                                     |      |
| Georgskirche                                        | Michaelisstraße/Georgsgasse                           | 1380                                    |                            | gotisch                  | nur der Turm erhalten (Abriss der Kirche 1632)         |      |
| Gustav-Adolf-Kirche                                 | Melchendorf, Singerstraße                             | 1900                                    |                            | neuromanisch             | evangelisch-uniert                                     |      |
| Hospitalkirche (Heilig-Geist-Kirche)                | Hospitalplatz                                         | 1389                                    | 35 × 20                    | gotisch                  | nicht mehr kirchlich genutzt                           |      |
| Johanneskirche                                      | Johannesstraße/Franckestraße                          | 1486                                    |                            | gotisch                  | nur der Turm erhalten (Abriss der Kirche 1819)         |      |
| St. Josef                                           | Ilversgehofen, Bogenstraße                            | 1893                                    | 25 × 12                    | neugotisch               | römisch-katholisch                                     |      |
| Kartäuserkirche (Salvatorkirche)                    | Kartäuserstraße                                       | 1375/1728                               | 35 × 10                    | gotisch/barock           | nur die barocke ehemalige Kirche erhalten              |      |
| Kaufmannskirche (Gregorkirche)                      | Anger                                                 | 1368                                    | 40 × 25                    | gotisch                  | evangelisch-uniert                                     |      |
| St. Lorenz                                          | Anger/Schlösserstraße                                 | 1300                                    | 30 × 20                    | gotisch                  | römisch-katholisch                                     |      |
| Lukaskirche                                         | Daberstedt, Stadtweg                                  | 1912                                    |                            |                          | evangelisch-uniert                                     |      |
| Lutherkirche                                        | Johannesvorstadt, Magdeburger Allee/Eislebener Straße | 1927                                    | 40 × 30                    | Art déco                 | evangelisch                                            |      |
| Magdalenenkapelle                                   | Kleine Arche/Rumpelgasse                              | 1277                                    | 20 × 7                     | gotisch                  | seit Februar 2014: Nutzung als Kolumbarium             |      |
| St. Martini                                         | Brühl                                                 | vor 1265/Wiederaufbau 1483              | 35 × 15                    | gotisch                  | römisch-katholisch                                     |      |
| Martinikirche (ehem. Dorfkirche Ilversgehofens)     | Ilversgehofen, Tiergartenstraße/Hans-Salier-Straße    | 1821 (Turm vom Vorgängerbau übernommen) | 30 × 12                    | klassizistisch           | evangelisch-uniert                                     |      |
| Michaeliskirche                                     | Michaelisstraße/Allerheiligenstraße                   | 1278                                    | 20 × 15                    | gotisch                  | evangelisch-uniert                                     |      |
| Neuwerkskirche (Cruciskirche)                       | Karl-Marx-Platz/Neuwerkstraße                         | 1473/1731                               | 50 × 25                    | gotisch/barock           | römisch-katholisch                                     |      |
| Nikolaikirche                                       | Augustinerstraße/Comthurgasse                         | 1360                                    |                            | gotisch                  | nur der Turm erhalten (Abriss der Kirche Ende 18. Jh.) |      |
| St. Nikolaus (Melchendorf) (Dorfkirche Melchendorf) | Schulzenweg                                           | 1899                                    |                            | neubarock                | römisch-katholisch                                     |      |
| Paulskirche                                         | Paulstraße/Kleine Arche                               | 1465                                    |                            | gotisch                  | nur der Turm erhalten (Abriss der Kirche 1759)         |      |
| Peterskirche                                        | Zitadelle Petersberg                                  | 1147                                    | 75 × 35                    | romanisch                | keine Nutzung als Kirche                               |      |
| Predigerkirche (Dominikaner)                        | Predigerstraße                                        | 1238                                    | 75 × 20                    | gotisch                  | evangelisch-uniert                                     |      |
| Reglerkirche (Augustinuskirche)                     | Bahnhofstraße                                         | 1130/1291                               | 50 × 20                    | romanisch-gotisch        | evangelisch                                            |      |
| Schottenkirche (St. Nicolai und St. Jacobi)         | Schottenstraße                                        | 1140/1711                               | 55 × 20                    | gotisch/barock           | römisch-katholisch                                     |      |
| Severikirche                                        | Domplatz                                              | 1270                                    | 60 × 40                    | gotisch                  | römisch-katholisch                                     |      |
| Thomaskirche                                        | Löbervorstadt, Schillerstraße                         | 1902                                    | 50 × 25                    | neugotisch               | evangelisch-uniert                                     |      |
| Ursulinenkirche                                     | Anger                                                 | 1235                                    | 30 × 15                    | gotisch                  | römisch-katholisch                                     |      |
| Wigbertikirche                                      | Angerbrunnen                                          | 1475                                    | 35 × 15                    | gotisch                  | römisch-katholisch                                     |      |

### Nicht mehr vorhandene Kirchen
| Kirche                                                                                                | Standort                            | Bauzeit  | Baustil           | Zeit der Zerstörung | Grund |
| --- | ----------------------------------- | -------- | ----------------- | ------------------- | --- |
| Albanikirche                                                                                          | Bahnhofstraße/Mühlgasse             | 12. Jh.  |                   | 1647                | Anordnung der schwedischen Besatzer in Erfurt                                                                                 |
| Benediktikirche                                                                                       | Benediktsplatz/Krämerbrücke         | 1325     | gotisch           | 1810/1895           | Verkauf der ungenutzten Kirche zur Baustoffgewinnung                                                                          |
| Corpus-Christi-Kapelle                                                                                | Petersberg                          | vor 1304 | gotisch           | 1735                | Festungsmauer stürzte an dieser Stelle ein und riss die Kapelle mit sich. Der erhaltene Turm wurde nach Dittelstedt versetzt. |
| Gotthardtkirche                                                                                       | Gotthardtstraße/Hütergasse          | 1182     |                   | 1740/1858           | Nach der Reformation ungenutzt und zur Ruine verkommen, 1740 Abbruch der Ruine, 1858 Abbruch des Turms wegen Baufälligkeit.   |
| Gangolfikirche                                                                                        | Bahnhofstraße/Schmidtstedter Straße | 1350     | gotisch           | 1875                | Verkauf und Abriss des inzwischen als Schulgebäude genutzten Bauwerks                                                         |
| Innere Martinikirche [in Unterscheidung zur Martinikirche im Brühl außerhalb der ältesten Stadtmauer] | Schlösserstraße                     | 1415     | gotisch           | 1736                | Brand, anschließend Abbruch der Ruine                                                                                         |
| Leonhardskirche                                                                                       | Petersberg                          | 1172     | romanisch-gotisch | 1945                | seit 1677 als Zeughaus der Zitadelle genutzt, 1945 gesprengt                                                                  |
| Matthiaskirche                                                                                        | Johannesstraße/Futterstraße         | 1181     |                   | 1818                | 1806 von französischen Besatzern als Pferdestall genutzt, 1811 versteigert, 1818 abgerissen                                   |
| Moritzkirche                                                                                          | Moritzgasse 26/27                   | 1193     |                   | 1633/1814           | Nach 1604 ungenutzt, 1633 Abriss durch schwedische Besatzer, 1814 Abriss des Turms                                            |
| Servatiuskirche                                                                                       | Pergamentergasse/Turniergasse       | 15. Jh.  |                   | 1701/1716           | Einsturz 1701, Abriss der Ruine 1716                                                                                          |
| Alte Thomaskirche                                                                                     | Löberstraße/Rosengasse              | 1221     | gotisch           | 1903                | Neubau der Thomaskirche südlich in der Schillerstraße, danach Abriss der alten Kirche                                         |
| Vitikirche                                                                                            | Regierungsstraße/Lange Brücke       | 1210     | gotisch           | 1809                | Abbruch |

### Ehemalige Klöster
- Augustiner-Eremiten: ab 1266 in Erfurt
  - → Augustinerkirche
  - zweiter Standort ab 1663 in der Meister-Eckehart-Straße, heute Nutzung der Gebäude durch Behörden
- Augustiner-Chorherren: ab 1117 in Erfurt
  - → Reglerkirche
- Augustinerinnen: ab 1189 in Erfurt
  - Klostergebäude im Klostergang im Südwesten der Altstadt, 1819 säkularisiert, 1881 komplett abgerissen (Baufälligkeit)
- Benediktiner: ab 1059 in Erfurt (Umwandlung des königlichen Stifts in ein Benediktinerkloster)
  - → Peterskloster
- irische Benediktiner: ab 1136 in Erfurt
  - → Schottenkirche
- Benediktinerinnen: ab 836 in Erfurt
  - → Paulskloster
  - erstes Kloster am Südhang des Petersbergs (836–1121)
  - zweites Kloster auf der Cyriaksburg (1123–1478)
  - drittes Kloster am Osthang des Petersbergs (1486–1668)
  - viertes Kloster in der Weidengasse (1689–1819 [säkularisiert]), 1894 abgerissen
- Dominikaner: ab 1229 in Erfurt
  - → Predigerkirche
- Franziskaner: ab 1224 in Erfurt
  - → Barfüßerkirche
- Jesuiten: ab 1587 in Erfurt
  - → Jesuitenkolleg (am Anger)
- Kartäuser: ab 1371 in Erfurt
  - → Kartäuserkirche
- Magdalenerinnen: ab 1196 in Erfurt
  - → Ursulinenkloster, einziges noch bestehendes Kloster Erfurts
- Serviten: ab 1310 in Erfurt
  - Klostergebäude im Neuerbe im Osten der Altstadt, 1710 abgerissen
- Zisterzienserinnen: ab 1207 in Erfurt
  - → St. Martini; Klostergebäude in der Brühler Straße teilweise noch vorhanden

#### Stifte
Jeweils mit einem Stift verbunden waren der Erfurter Dom, die Severikirche und die Brunnenkirche.

#### Klosterhöfe
- Comthurhof des Deutschen Ritterordens in der Comthurgasse
- Georgenthaler Hof am Mainzerhofplatz (nicht erhalten)
- Pfortaischer Hof an der Lehmannsbrücke
- Mainzer Hof am Mainzerhofplatz
- Oldislebener Hof in der Regierungsstraße 50/51 (nicht erhalten)
- Paulinzeller Hof in der Regierungsstraße 52–55 (nicht erhalten)
- Reinhardsbrunner Hof in der Regierungsstraße 44 (nicht erhalten)

### Kirchtürme
Bei den Kirchtürmen der gotischen Pfarrkirchen fällt auf, dass sie, im Unterschied zu den meisten anderen großen mittelalterlichen Städten, einheitlich gestaltet sind. Sie bestehen aus einem quadratischen steinernen Schaft mit einer Höhe von 23 Metern (St. Martini) bis 37 Metern (Ägidienkirche), an den sich ein hoher, spitzer Helm anschließt. Dieser ist aus Holz (außer bei Johannes- und Andreaskirche). Der höchste dieser „Einheitskirchtürme“ ist der der Nikolaikirche mit einer Höhe von 60 Metern. Zitiert wurde die Formensprache beim Bau der Lutherkirche 1926, die ebenfalls einen der einheitlichen Kirchtürme erhielt.

### Dorfkirchen
Eine Besonderheit ist, dass durch die Bikonfessionalität der Stadt Erfurt in der frühen Neuzeit die Erfurter Landdörfer aufgeteilt wurden. Einige Dörfer wurden evangelische Dörfer, andere blieben katholisch (das einzige katholische Erfurter Dorf, das heute kein Stadtteil ist, ist Witterda im Landkreis Sömmerda). Diese sind fett hervorgehoben. Kirchen, die keine Dorfkirchen sind, sind kursiv dargestellt.
- Alach: ev. St. Ulrich von 1510
- Azmannsdorf: ev. St. Cyriakus von 1769
- Bindersleben: ev. St. Lukas von 1737
- Bischleben: ev. St. Benignus von 1716
- Büßleben: ev. St. Petri von 1770
- Dittelstedt: kath. St. Martin aus dem 18. Jahrhundert
- Egstedt: ev. Michaelskirche aus dem 15. Jahrhundert
- Ermstedt: ev. St. Andreas von 1613
- Frienstedt: ev. St. Laurentius von 1835
- Gispersleben-Kiliani (westlich der Gera): ev. St. Kiliani von 1790
- Gispersleben-Viti (östlich der Gera): ev. St. Vitik von 1726
- Gispersleben: kath. St. Antonius von 1954
- Gottstedt: ev. St. Georgskirche von 1772
- Hochheim: kath. St. Bonifatius von 1729
- Hochheim: ev. St. Johannes von 1883
- Hochstedt: ev. St. Pankratius von 1983 (nach Brand von 1978)
- Ilversgehofen: siehe Tabelle
- Kerspleben: ev. Heilig-Geist-Kirche von 1721
- Kühnhausen: ev. Porta-Coeli-Kirche (Himmelspforte) aus dem 15. Jahrhundert
- Linderbach: ev. Marienkirche aus dem 15. Jahrhundert
- Marbach: ev. St. Gotthardt von 1841
- Melchendorf: siehe Tabelle
- Mittelhausen: ev. St. Severin von 1504
- Möbisburg: ev. St. Dionysius von 1308
- Molsdorf: ev. St. Trinitatis von 1717
- Niedernissa: ev. Porta-Coeli-Kirche von 1729
- Rhoda: ev. Guter-Hirte-Kirche von 1708
- Rohda: ev. St. Simon und Judas von 1755
- Salomonsborn: ev. St. Dionysius von 1738
- Schmira: ev. St. Nikolaus von 1842
- Schwerborn: ev. St. Nikolaus von 1340
- Stedten an der Gera: kath. St. Elisabeth von 1745
- Stotternheim: ev. St. Peter und Paul von 1703
- Stotternheim: kath. Marienkapelle von 1952
- Tiefthal: ev. St. Peter und Paul von 1510
- Töttelstädt: ev. St. Nikolai von 1825
- Töttleben: ev. St. Anna aus dem 15. Jahrhundert
- Urbich: ev. St. Ulrici von 1085
- Vieselbach: ev. Heiligkreuzkirche von 1894
- Vieselbach: kath. Kirche St. Maria Rosenkranzkönigin von 1953
- Wallichen: ev. Dorfkirche von 1739
- Waltersleben: ev. St. Nikolai von 1653
- Willroda: ev. Marienkapelle aus dem 13. Jahrhundert
- Windischholzhausen: ev. St. Michaelis von 1722

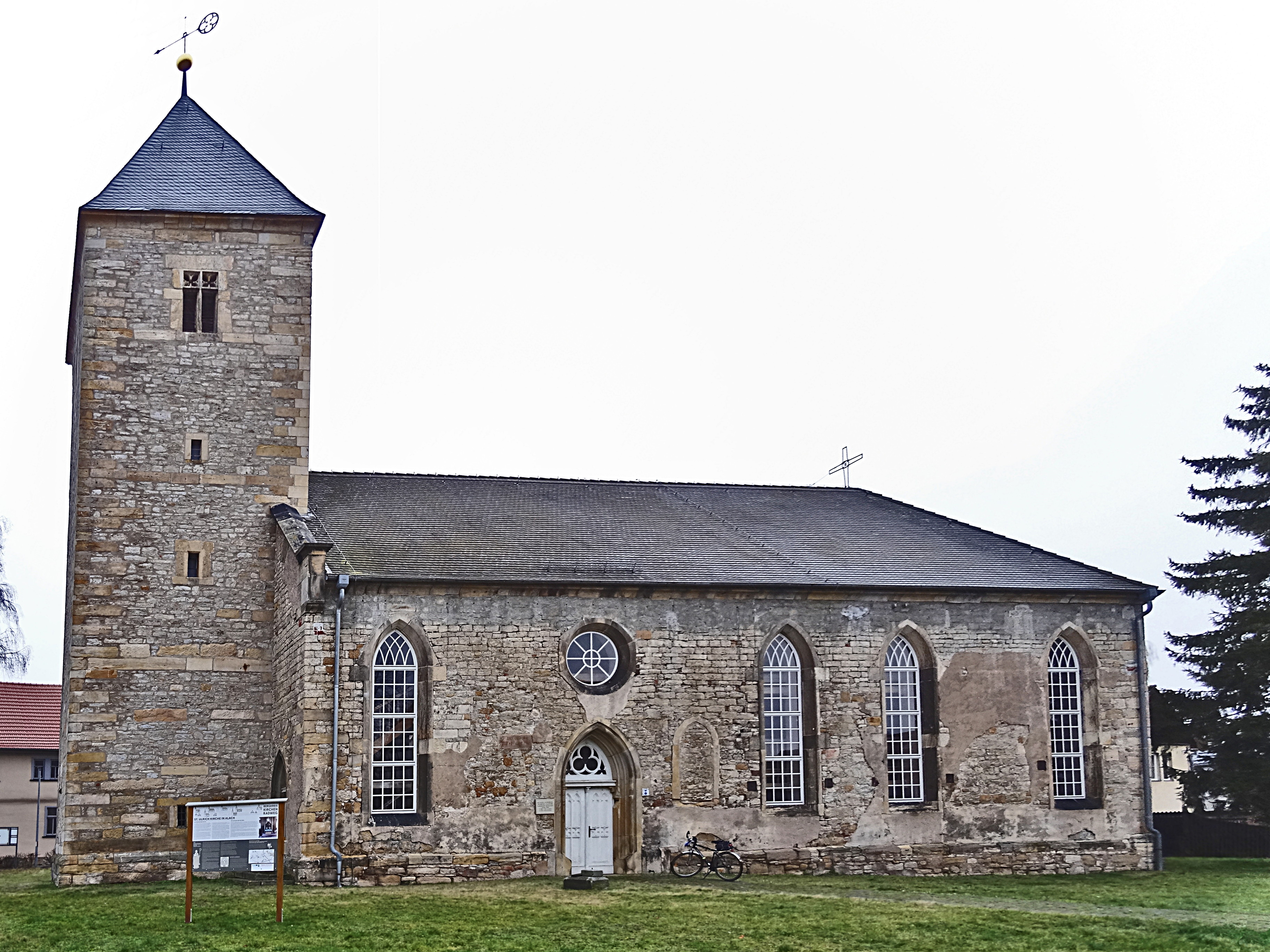
Alach
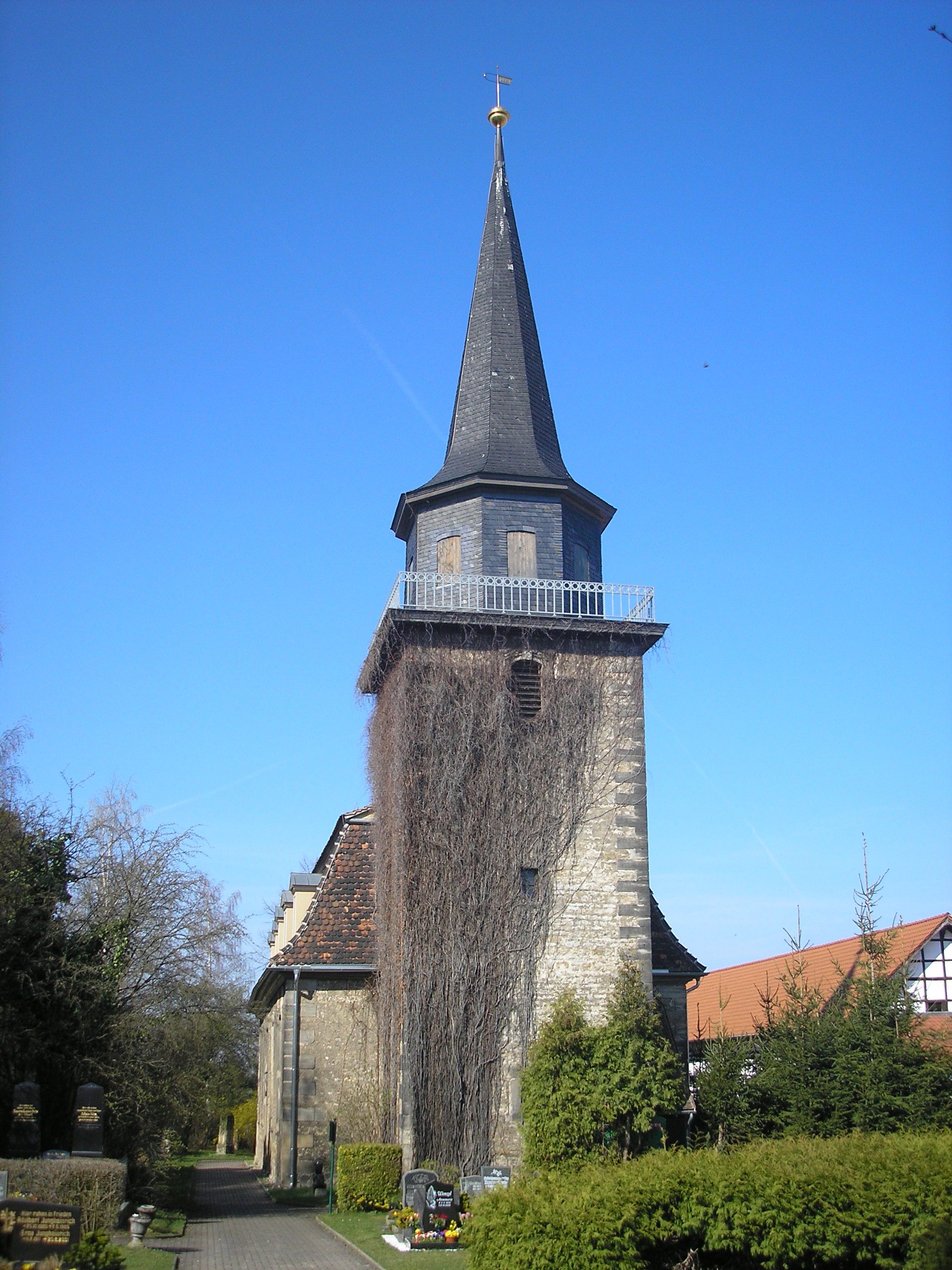
Azmannsdorf
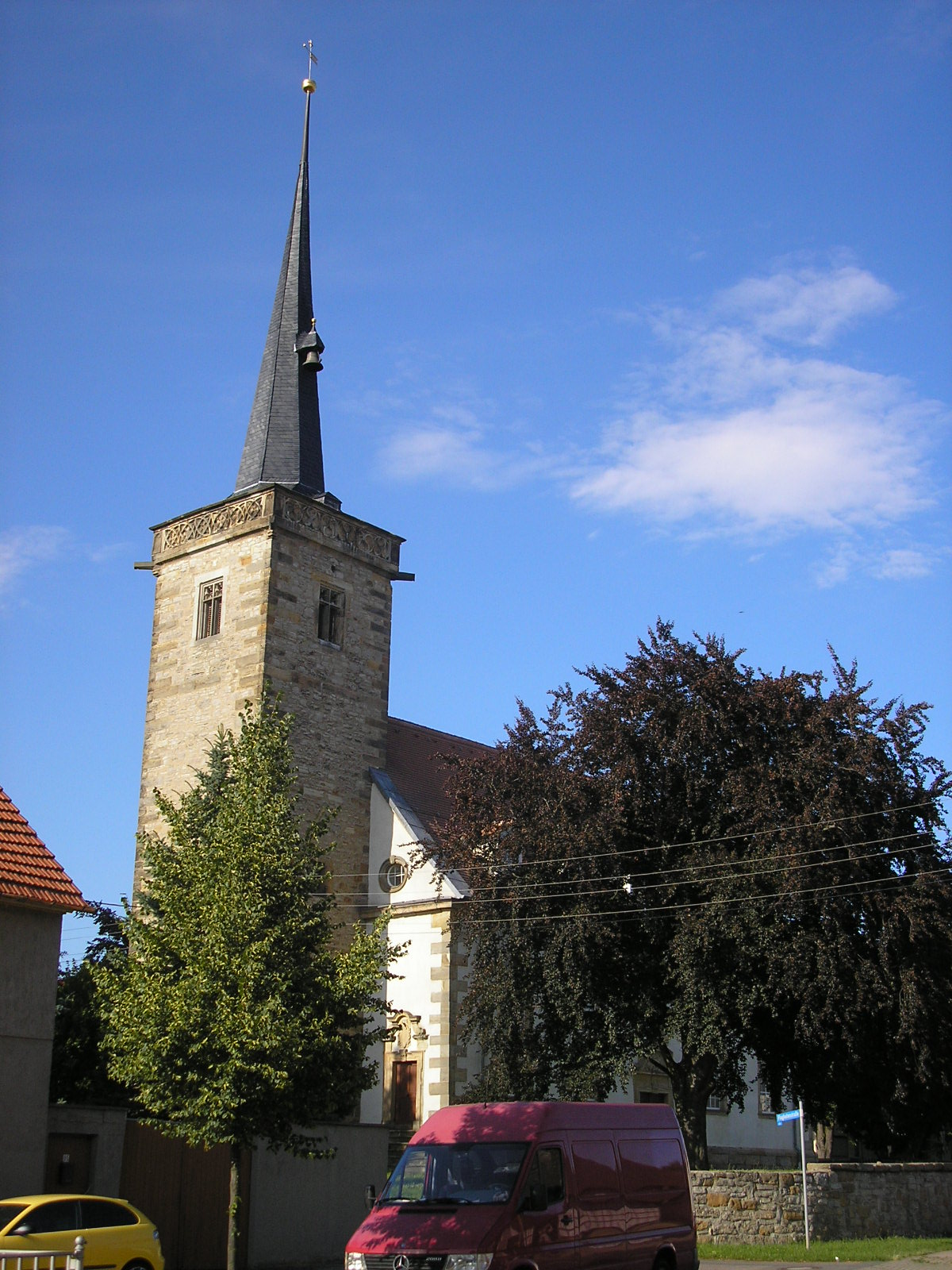
Bindersleben
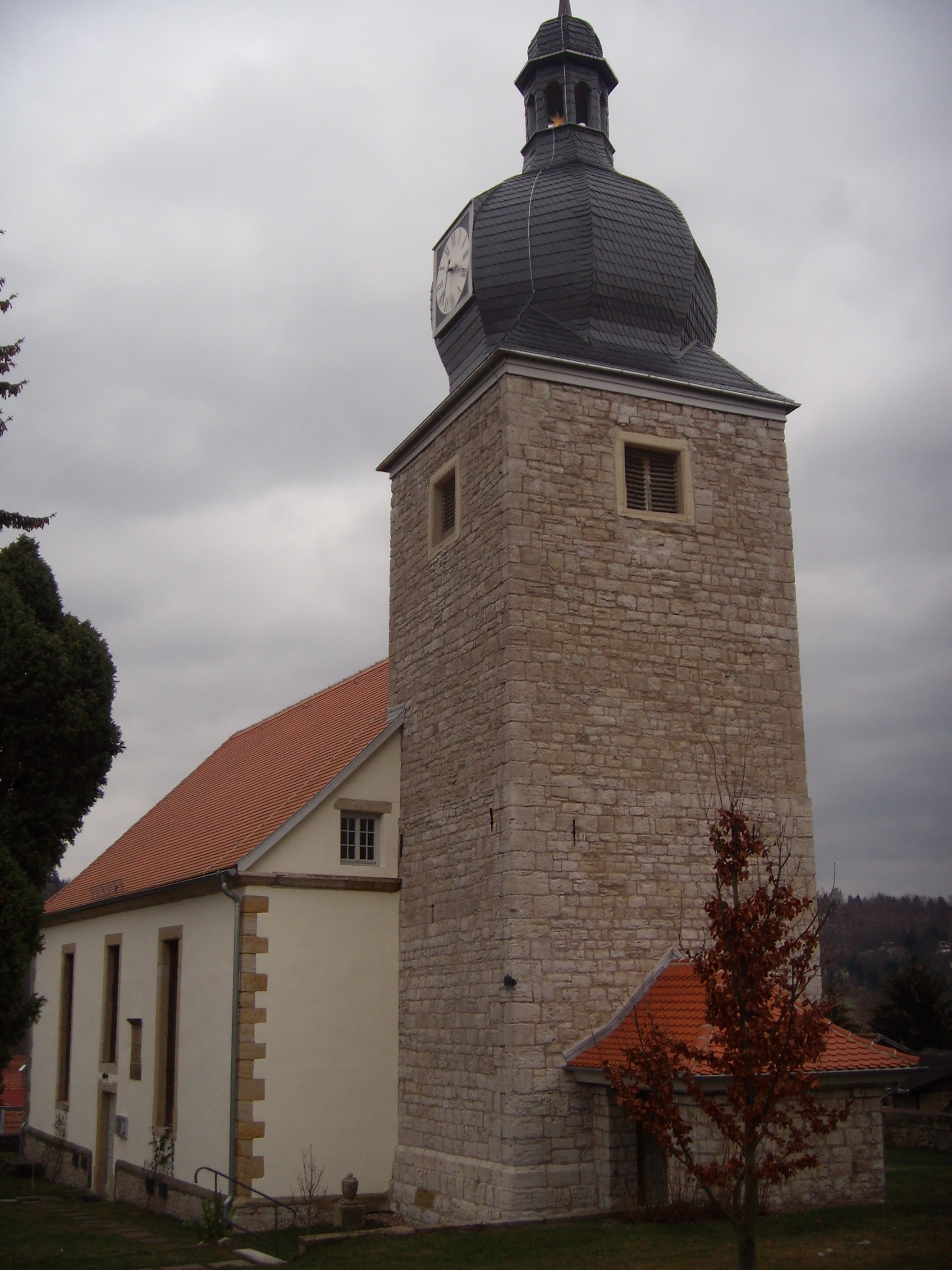
Bischleben
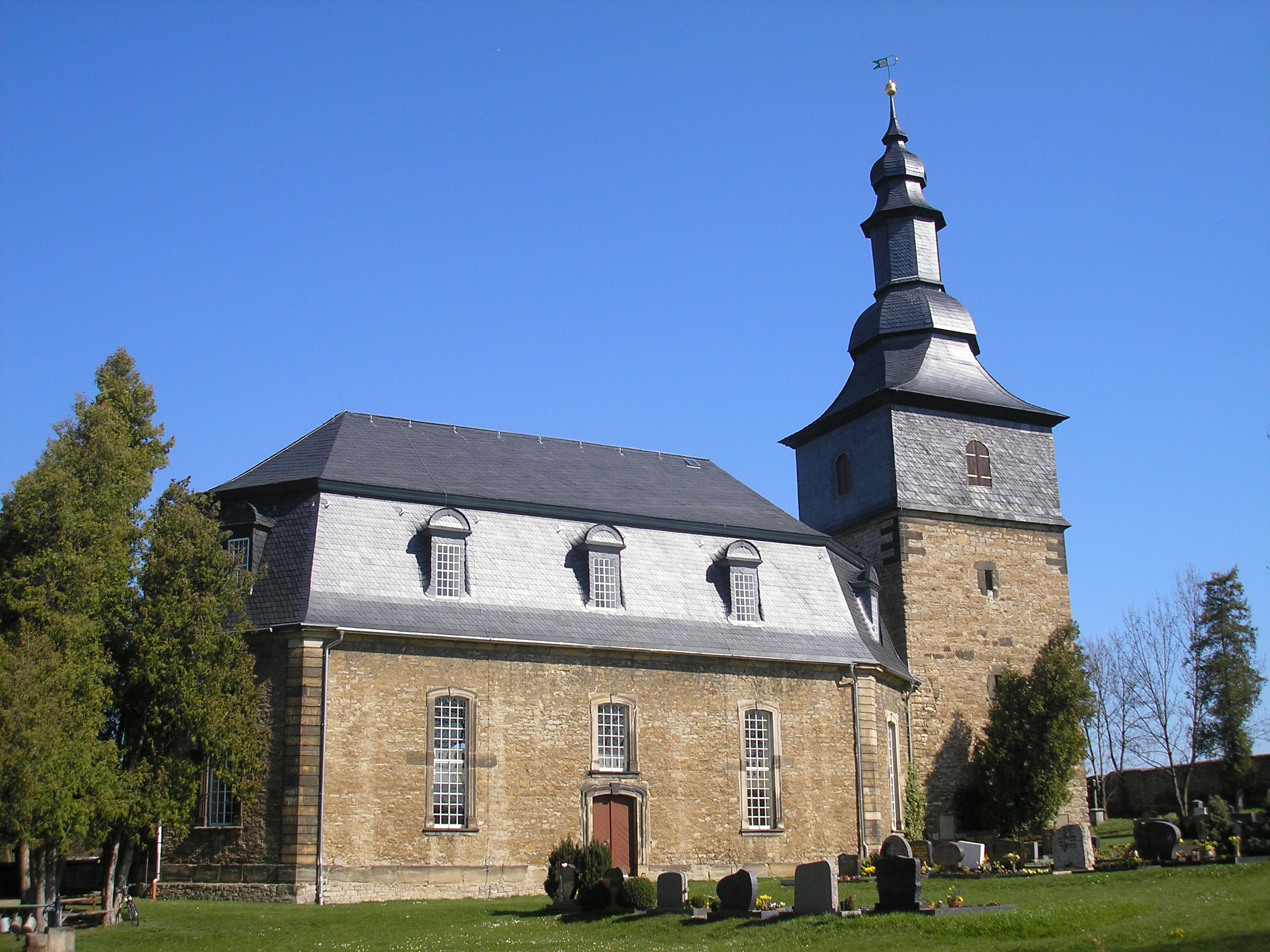
Büßleben
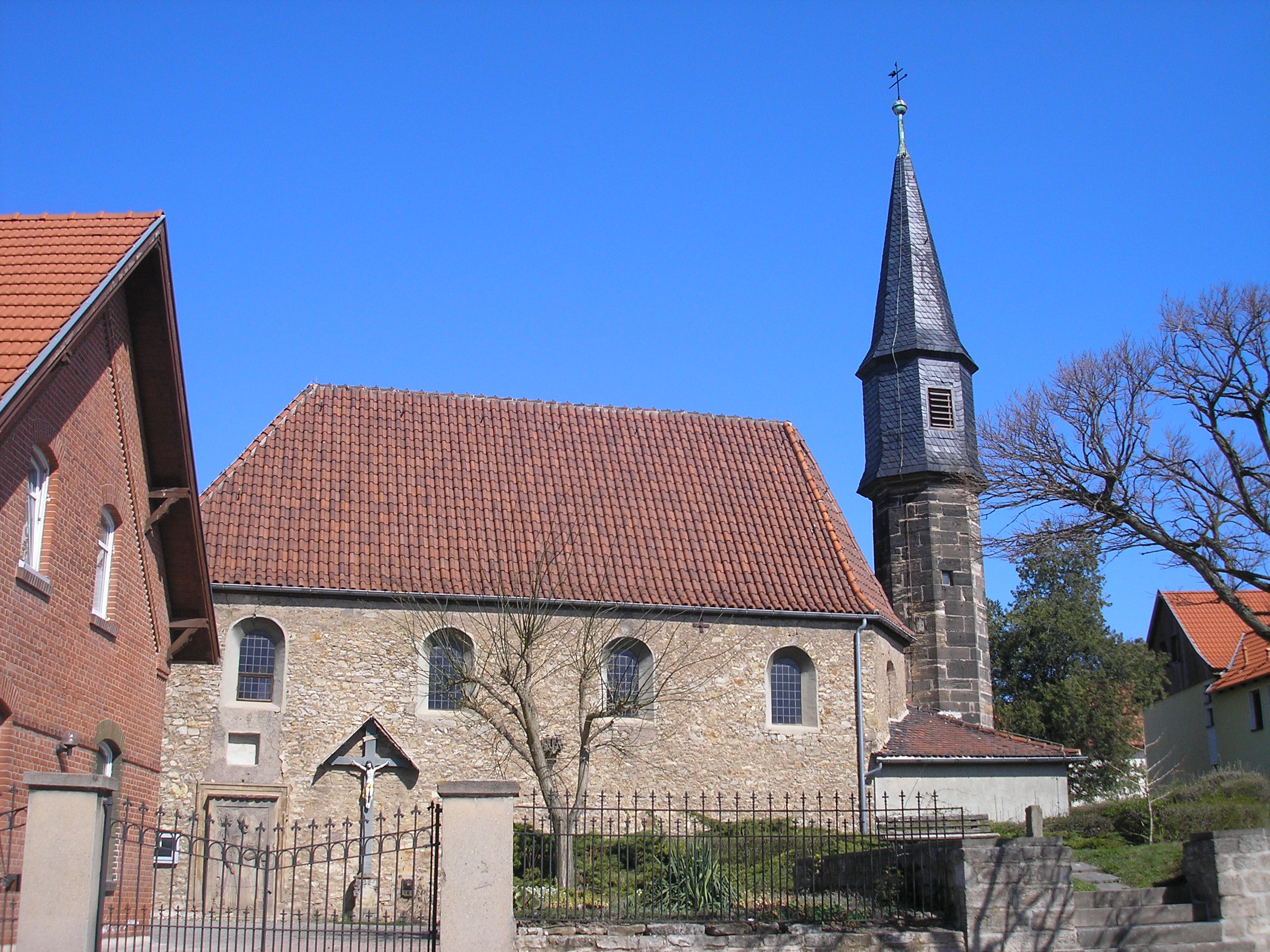
Dittelstedt
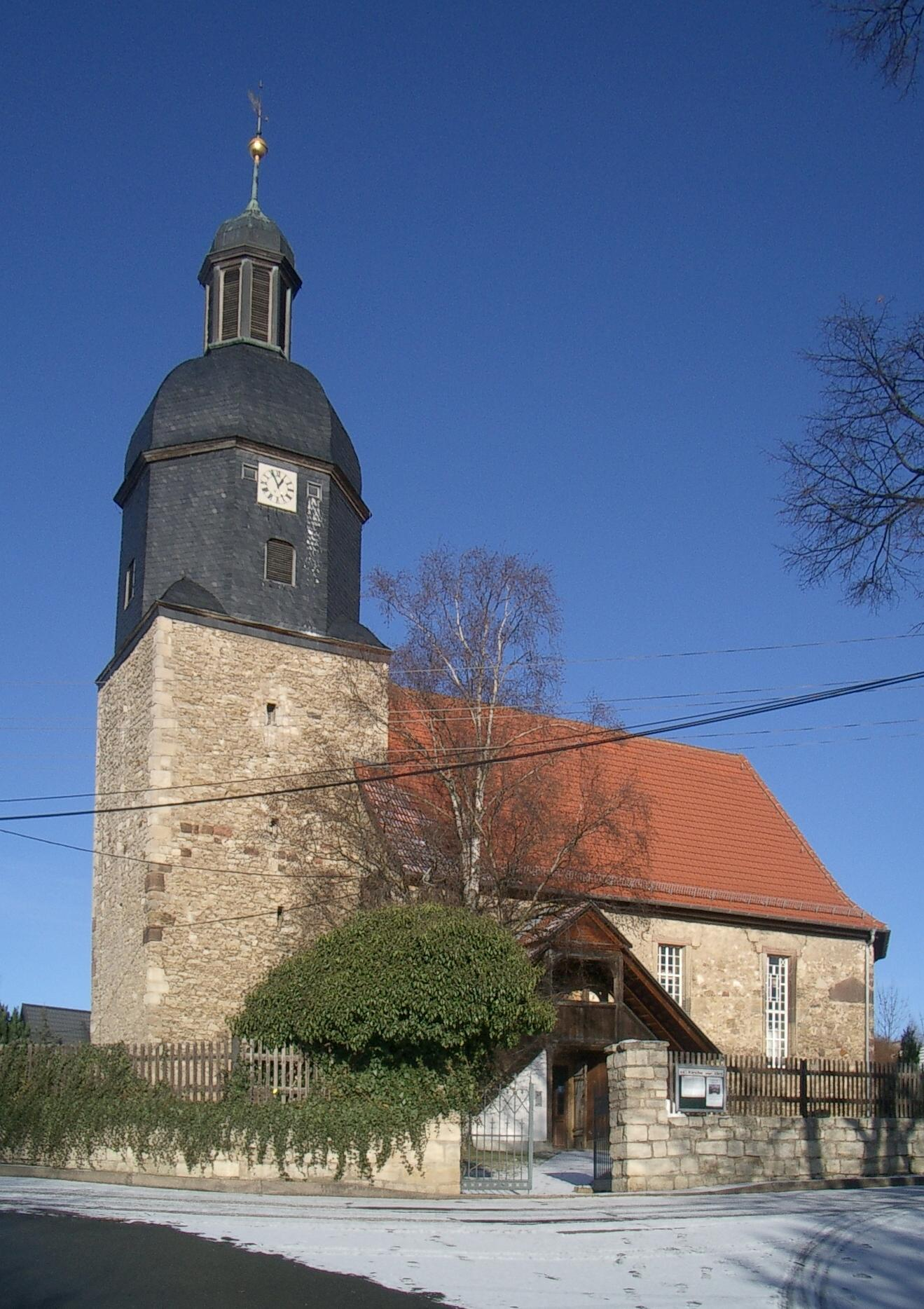
Egstedt
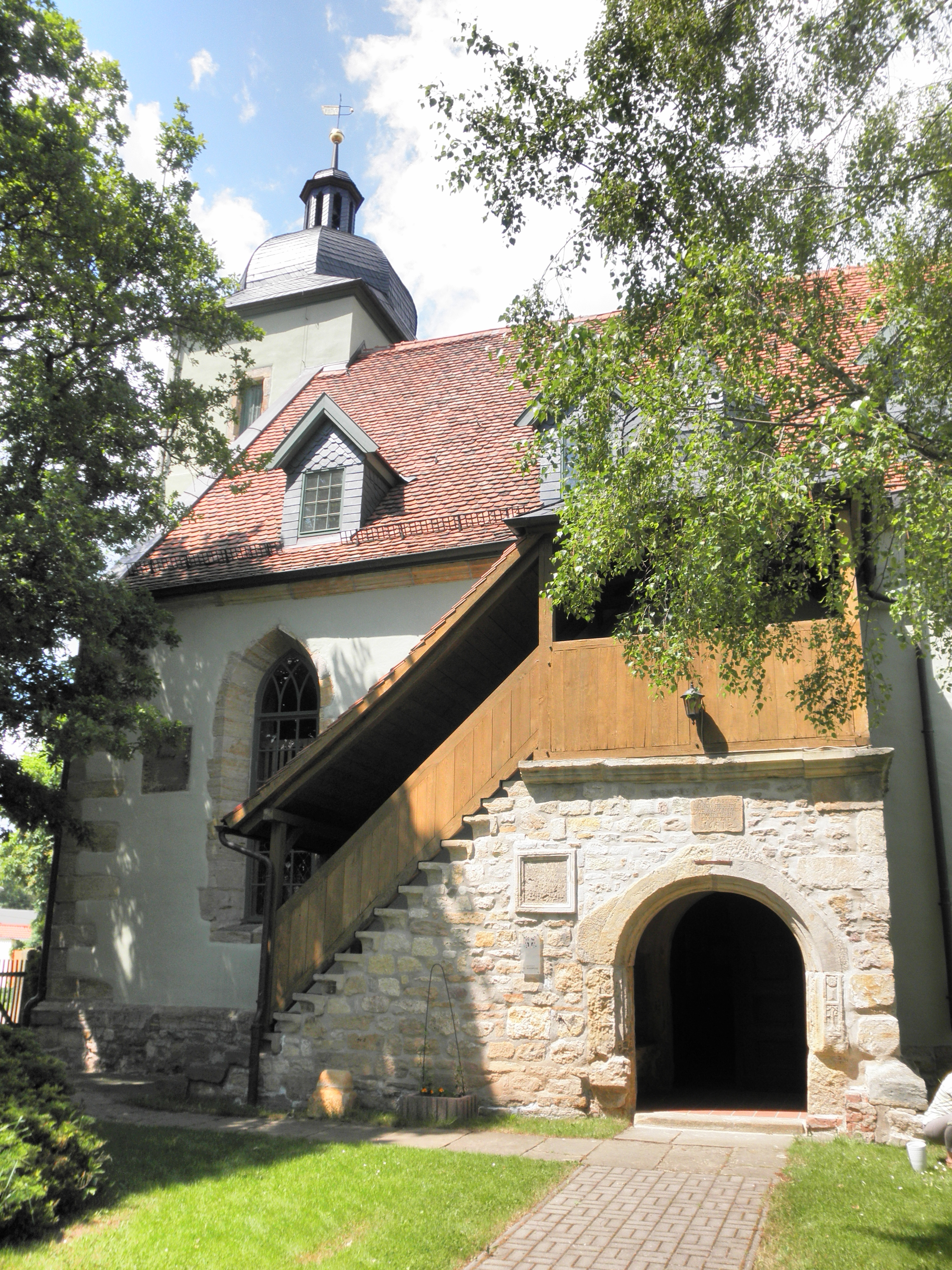
Ermstedt
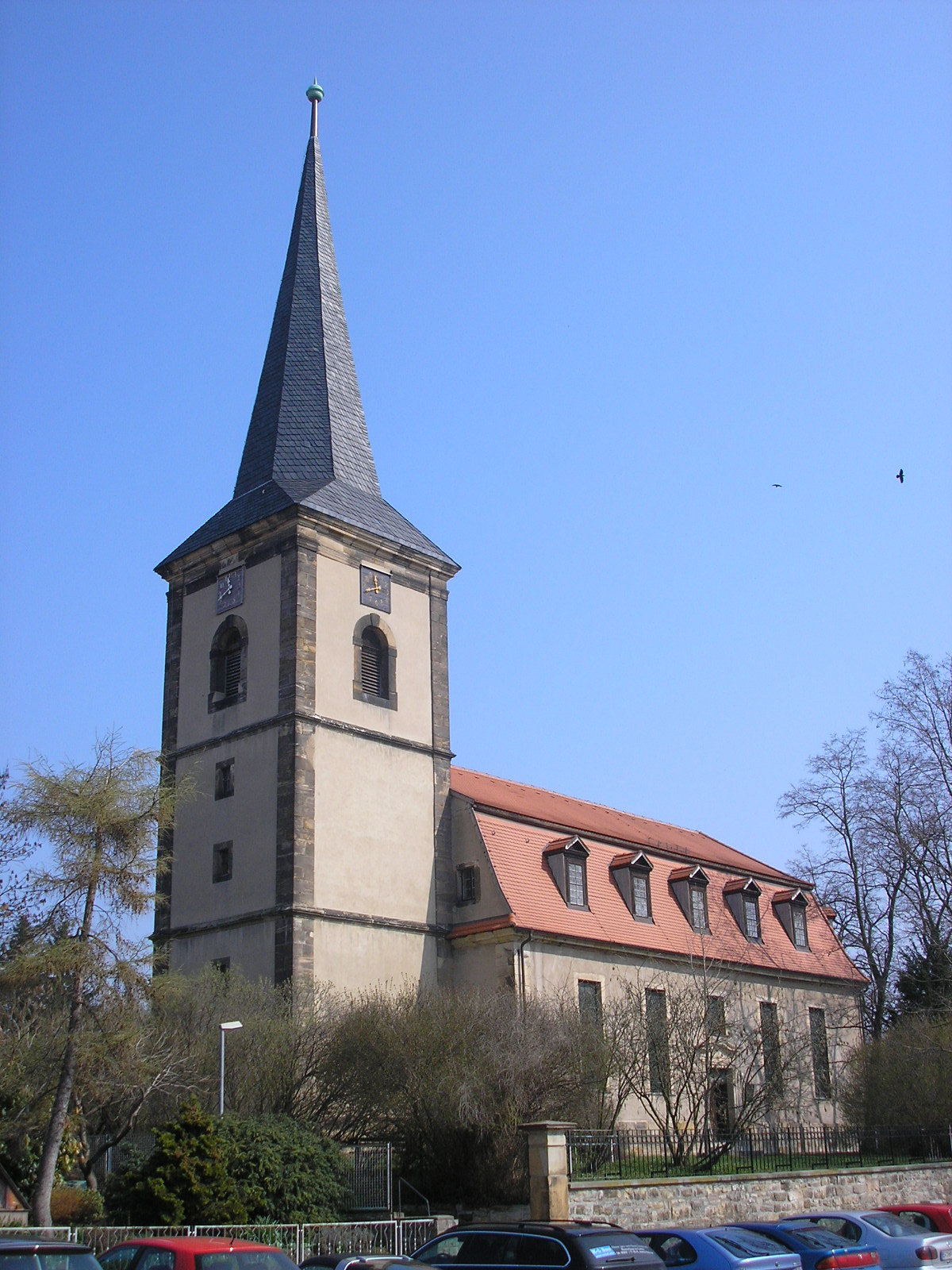
Gispersleben, Kilianikirche
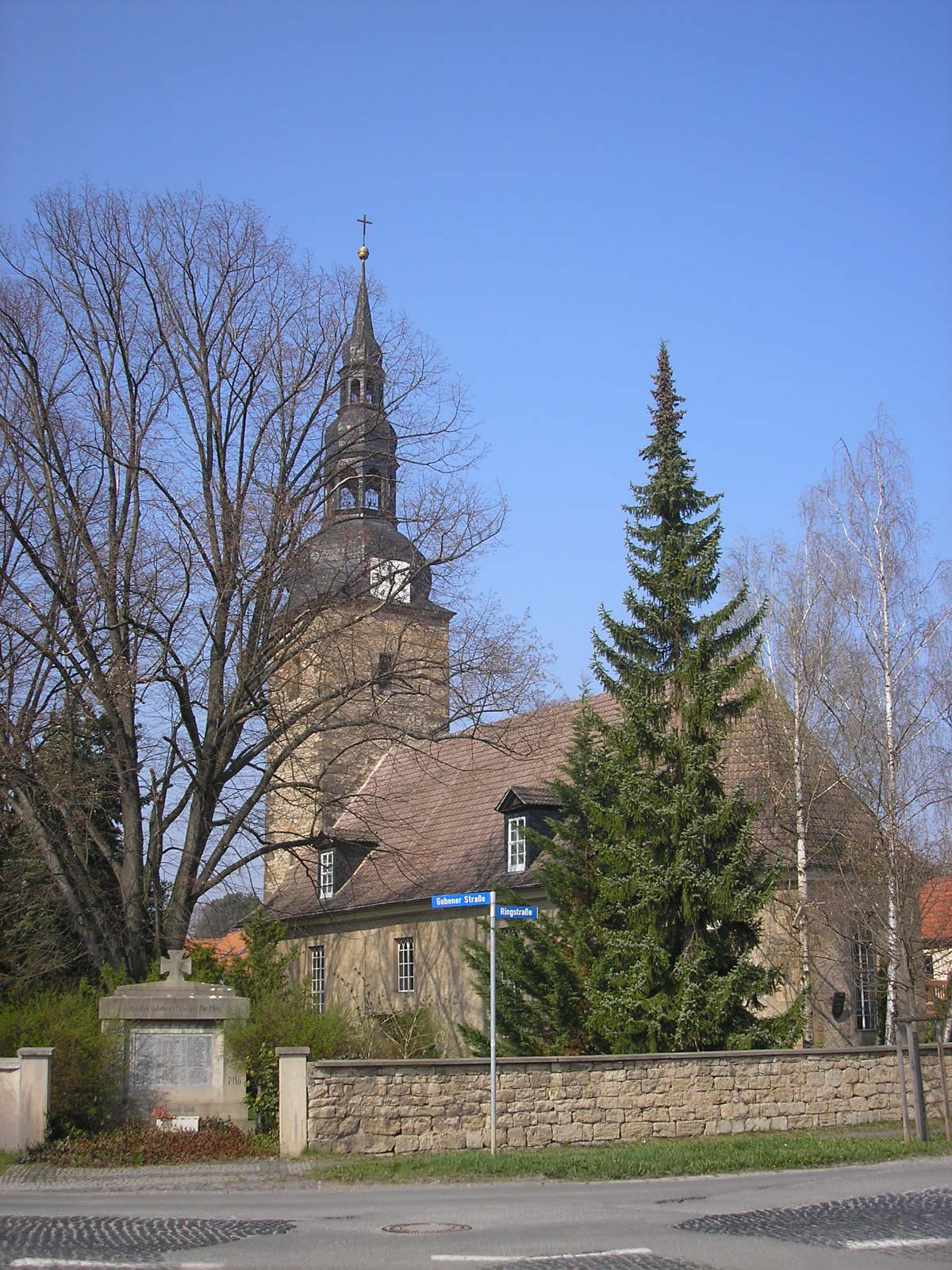
Gispersleben, Vitikirche
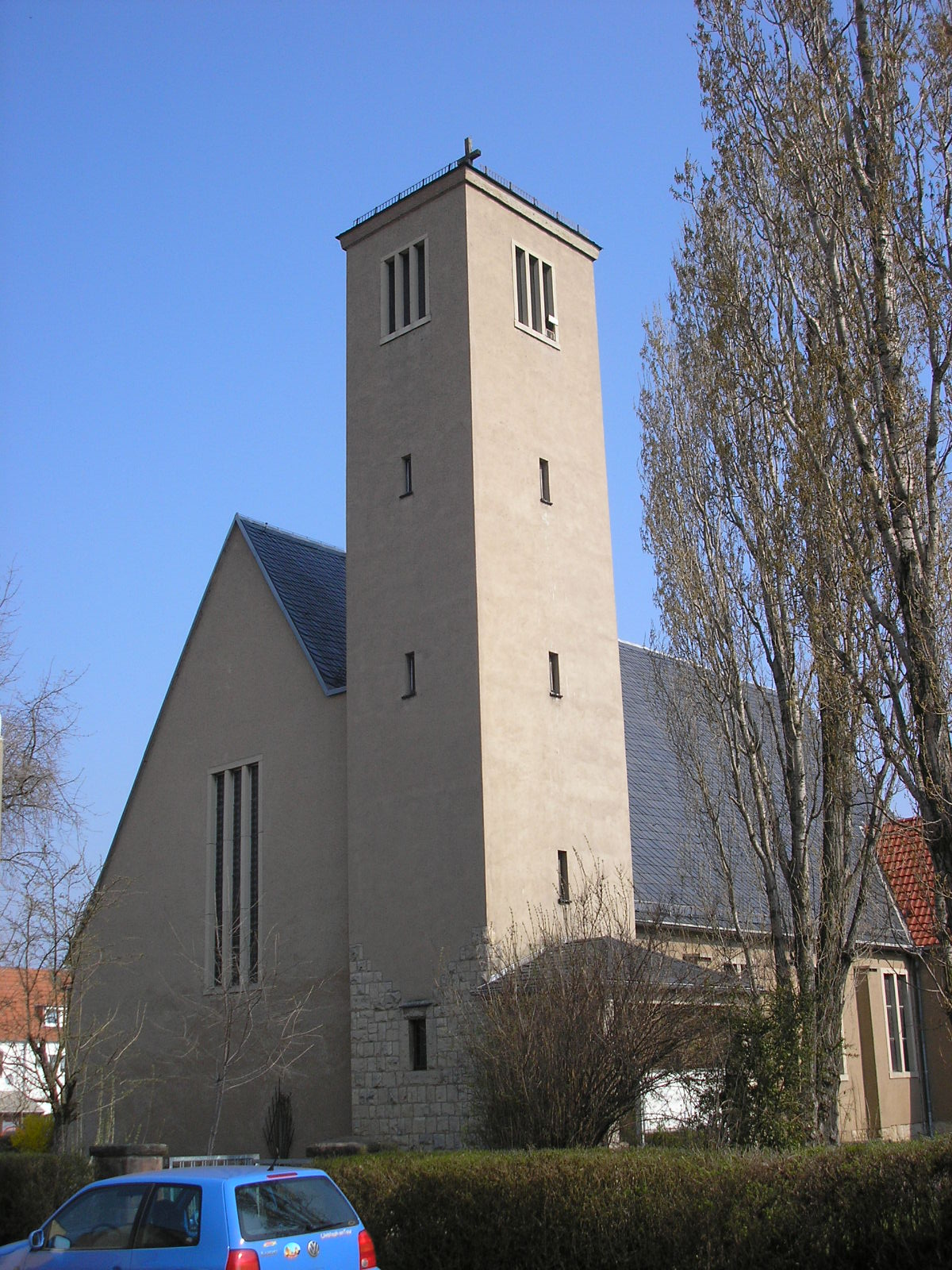
Gispersleben, katholische Kirche
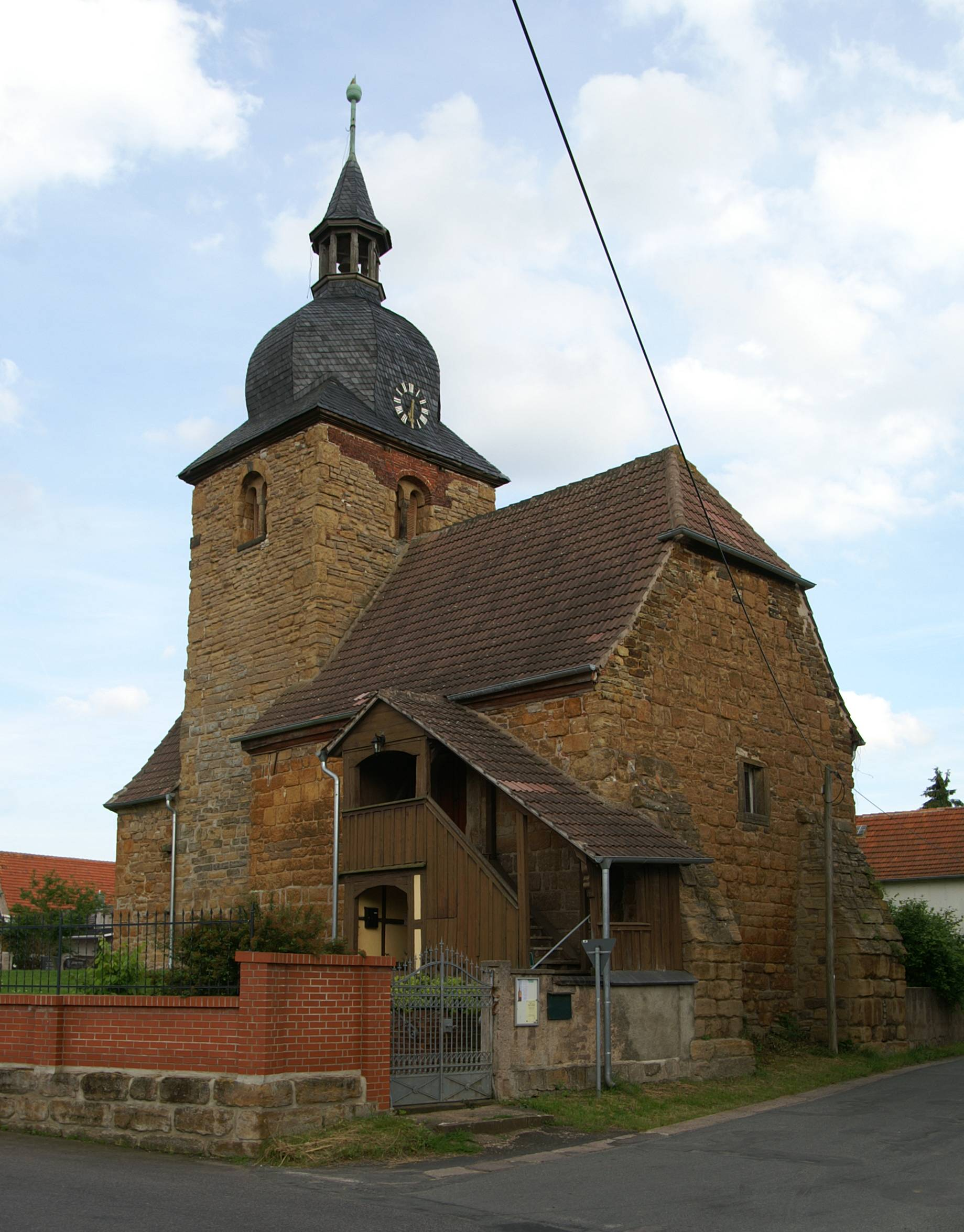
Gottstedt
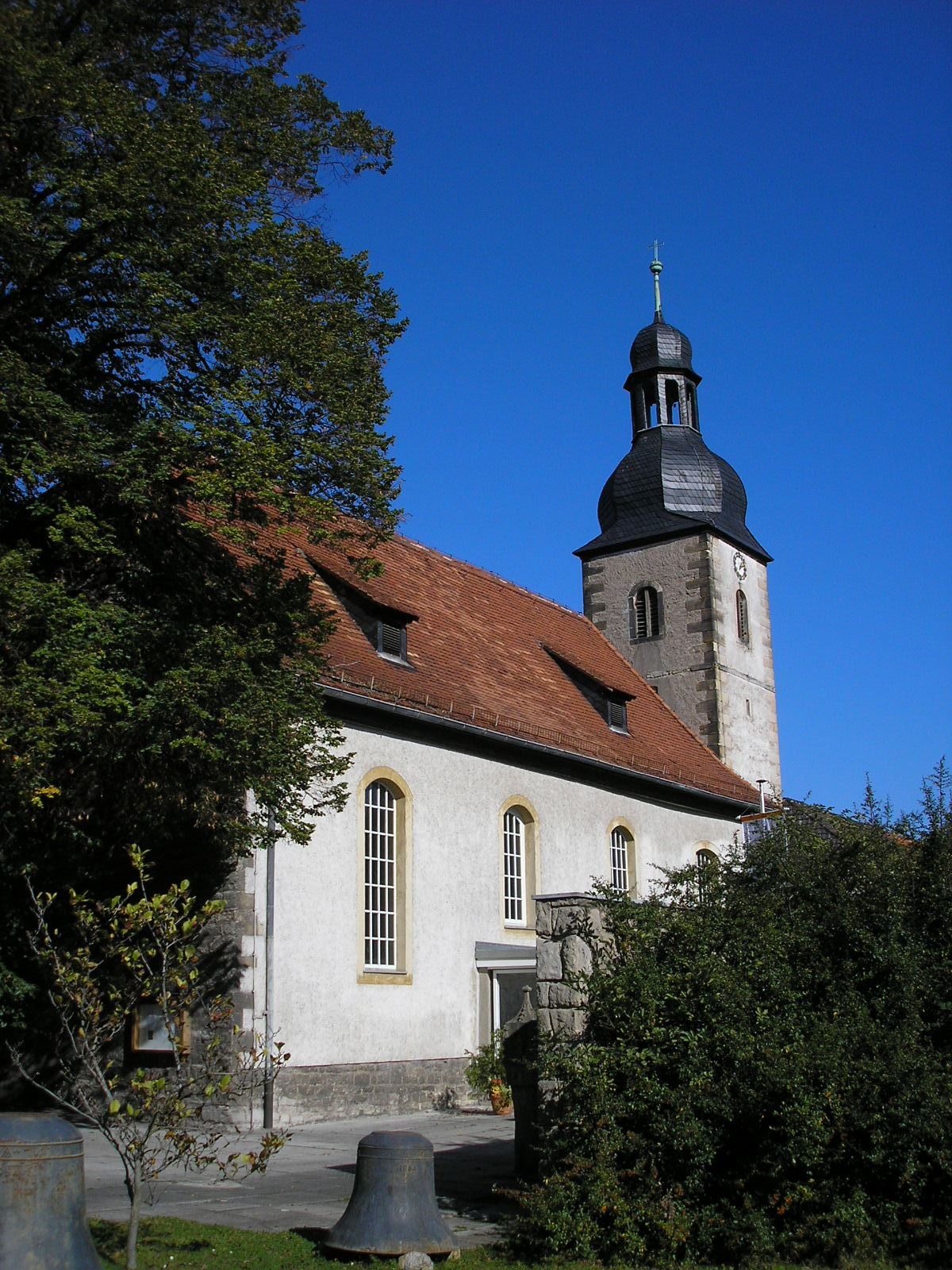
Hochheim
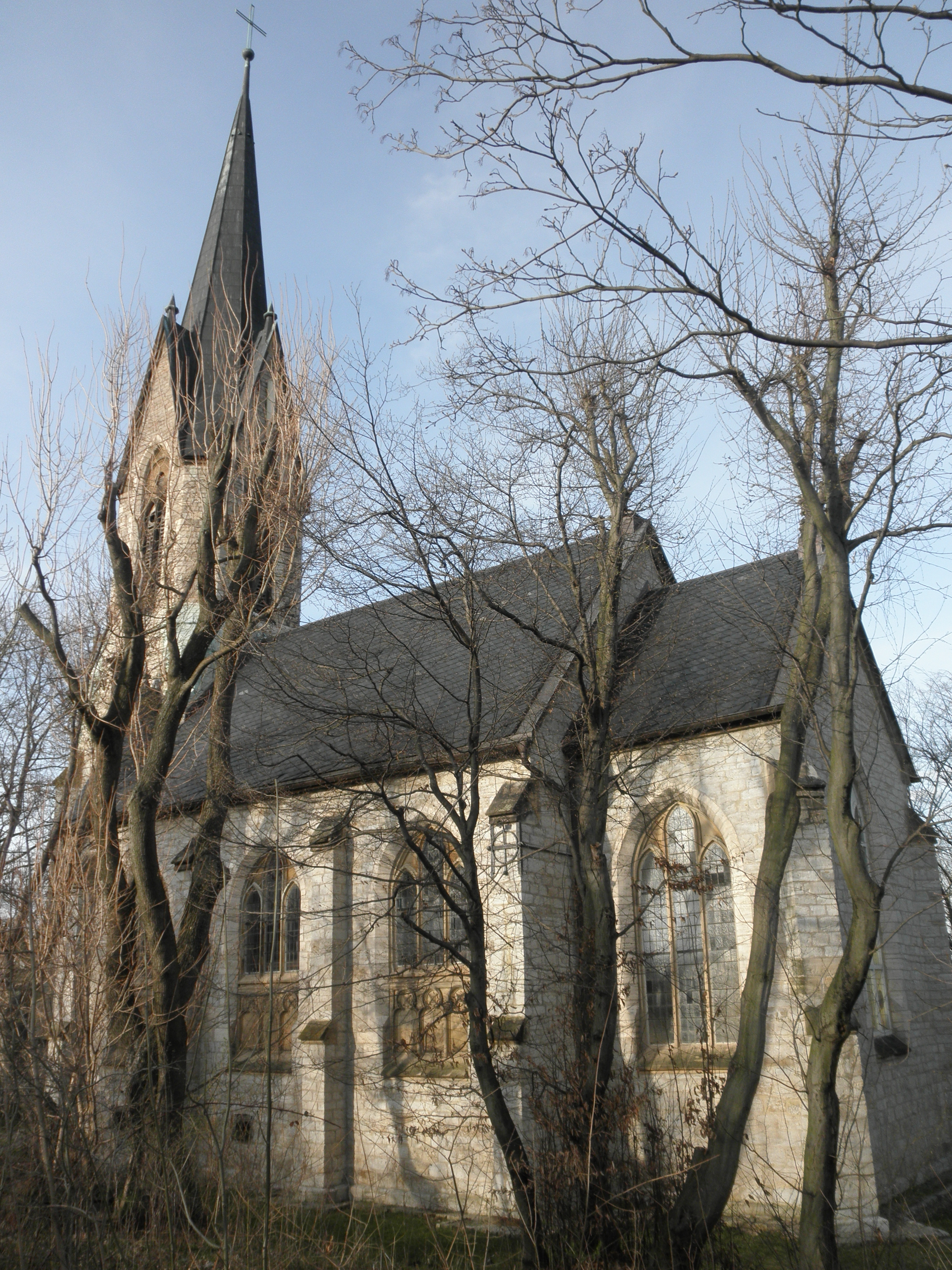
Hochheim, evangelische Kirche
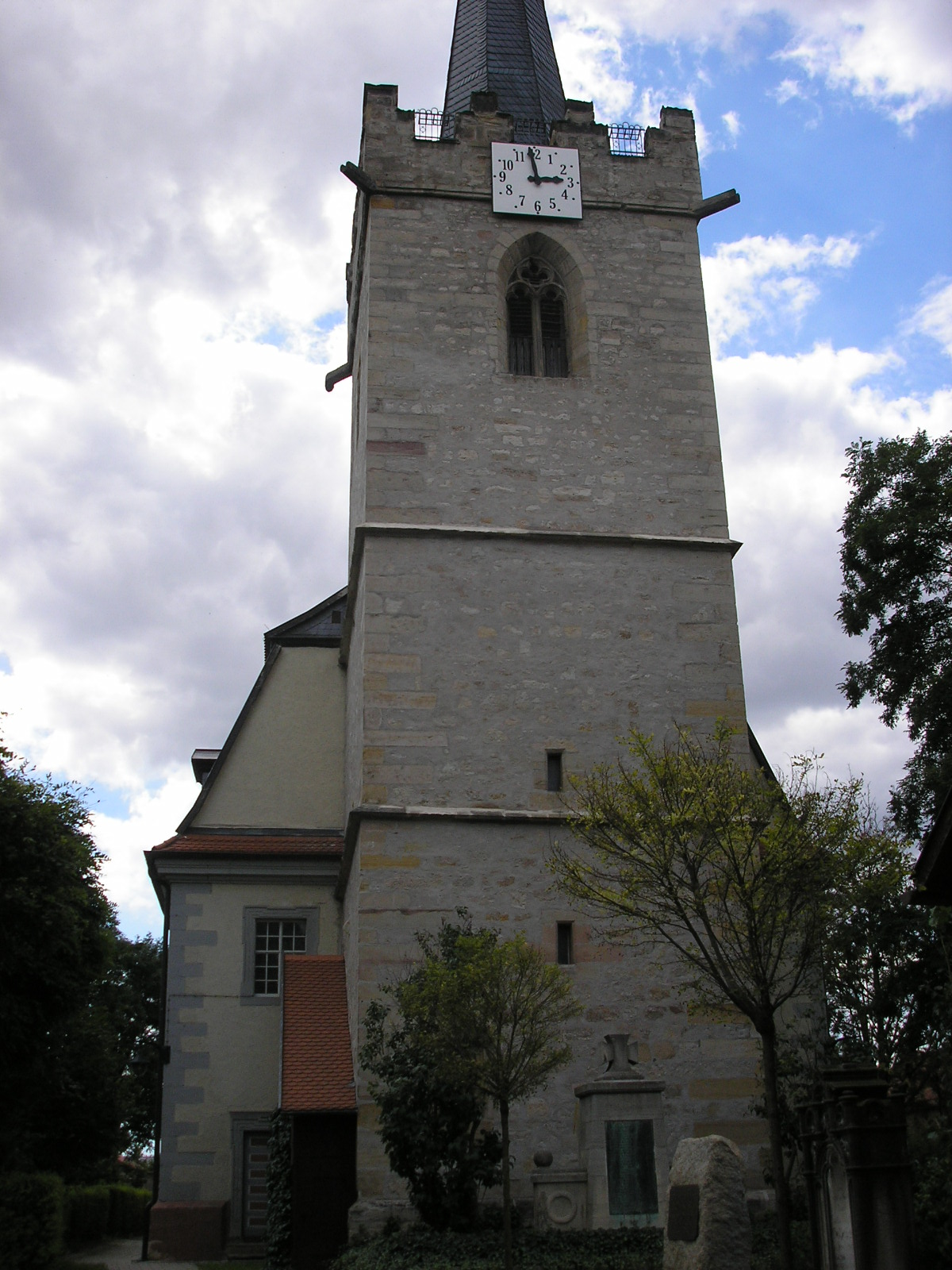
Kerspleben
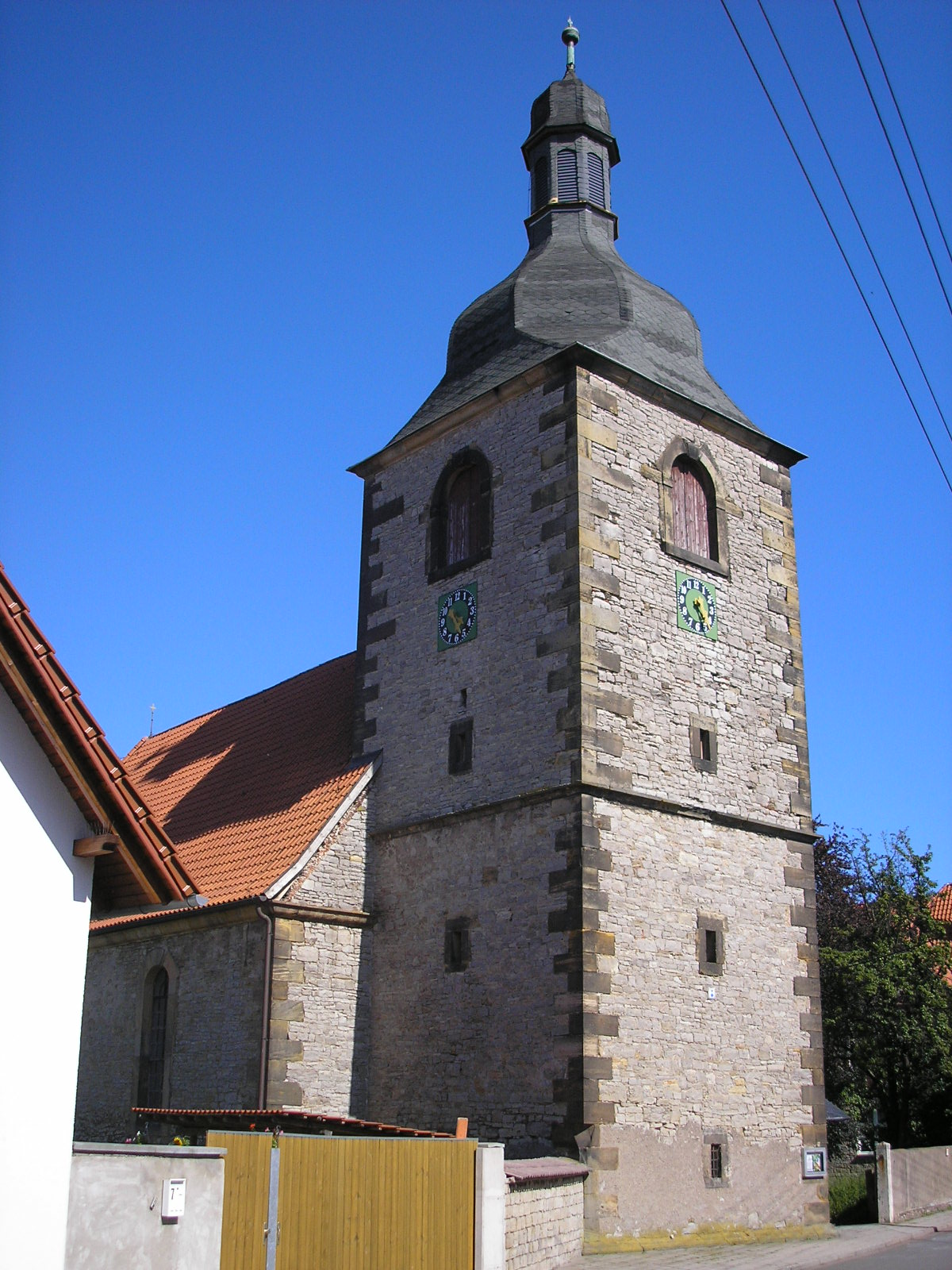
Kühnhausen
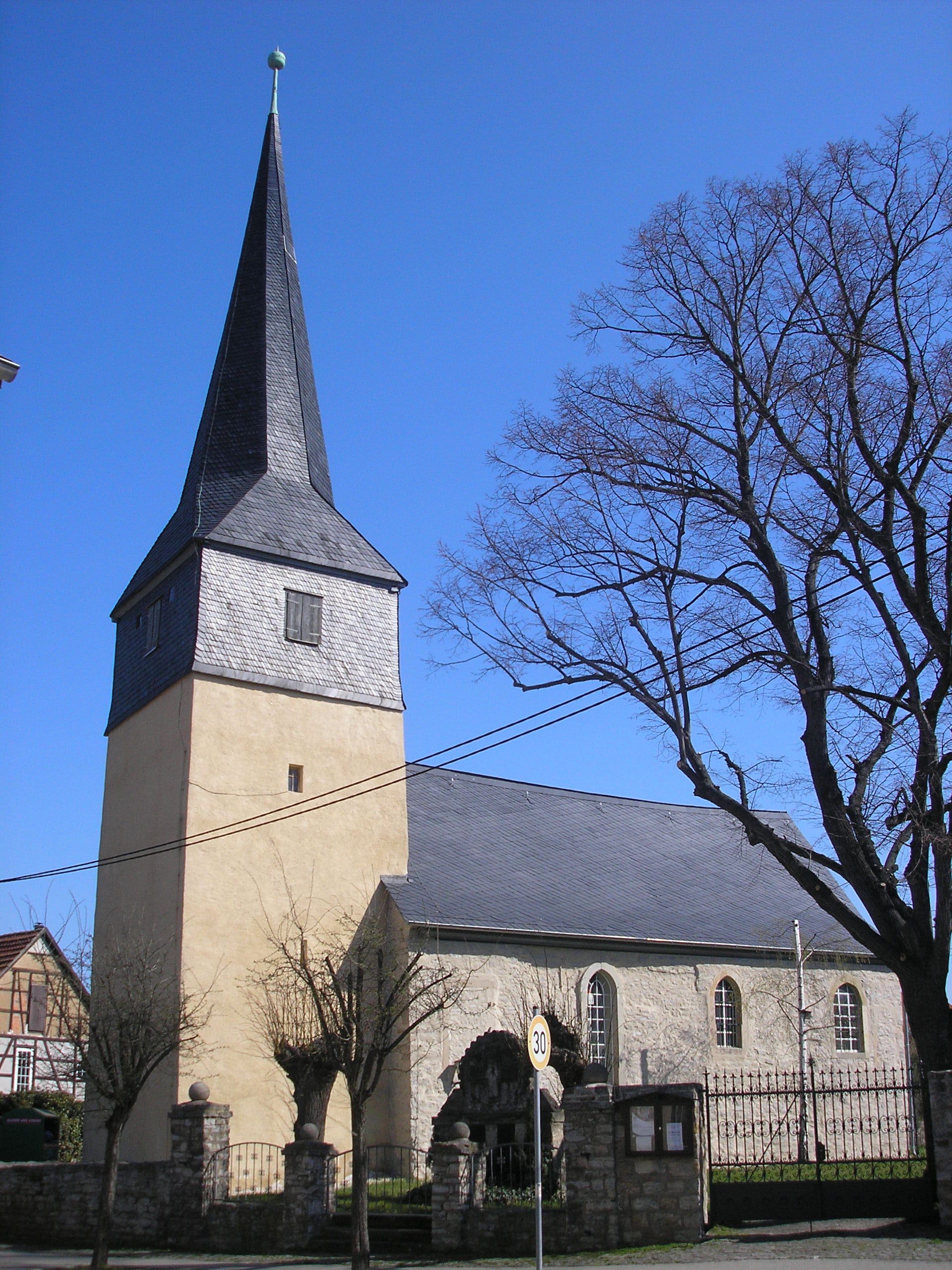
Linderbach
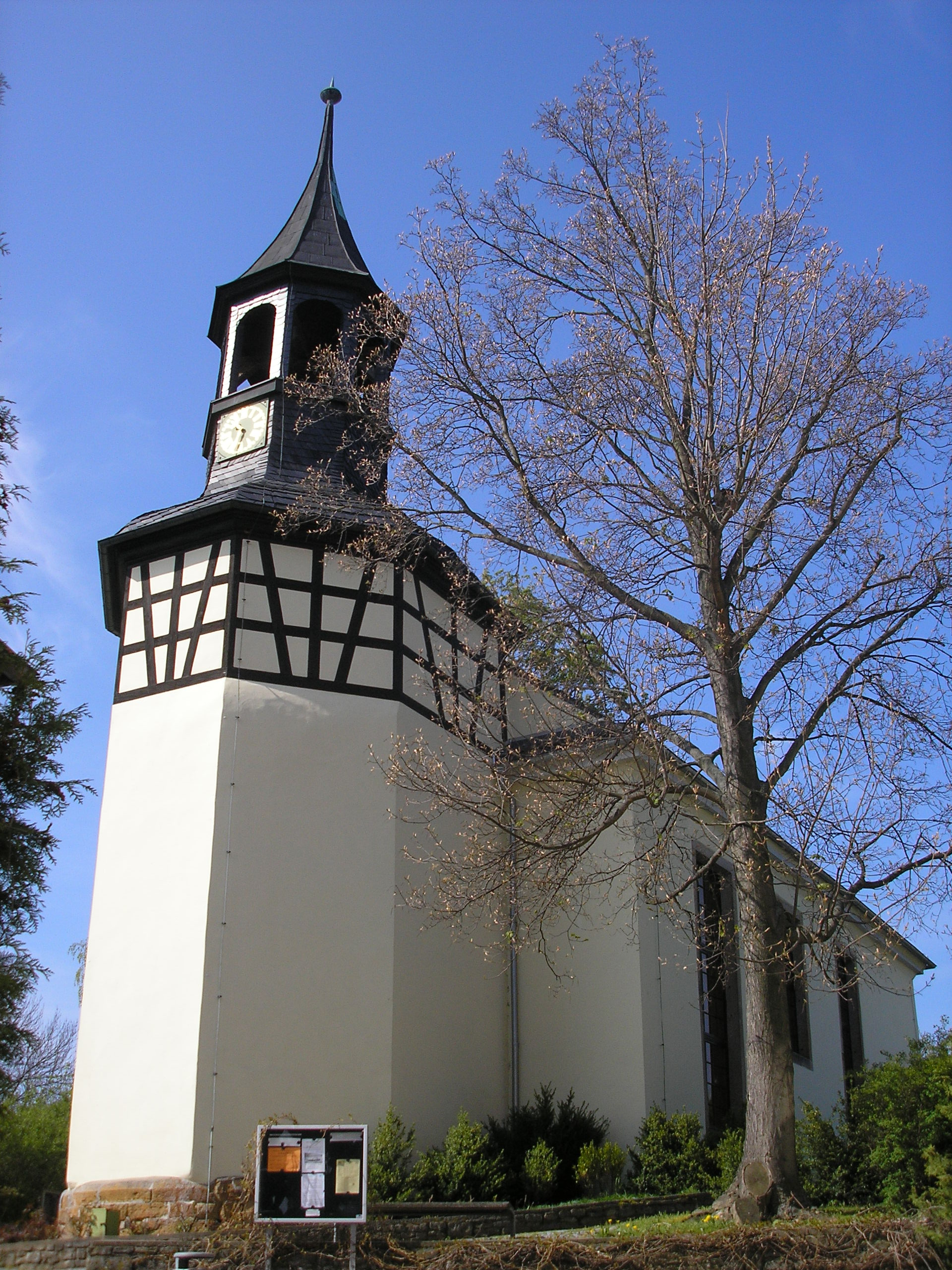
Marbach
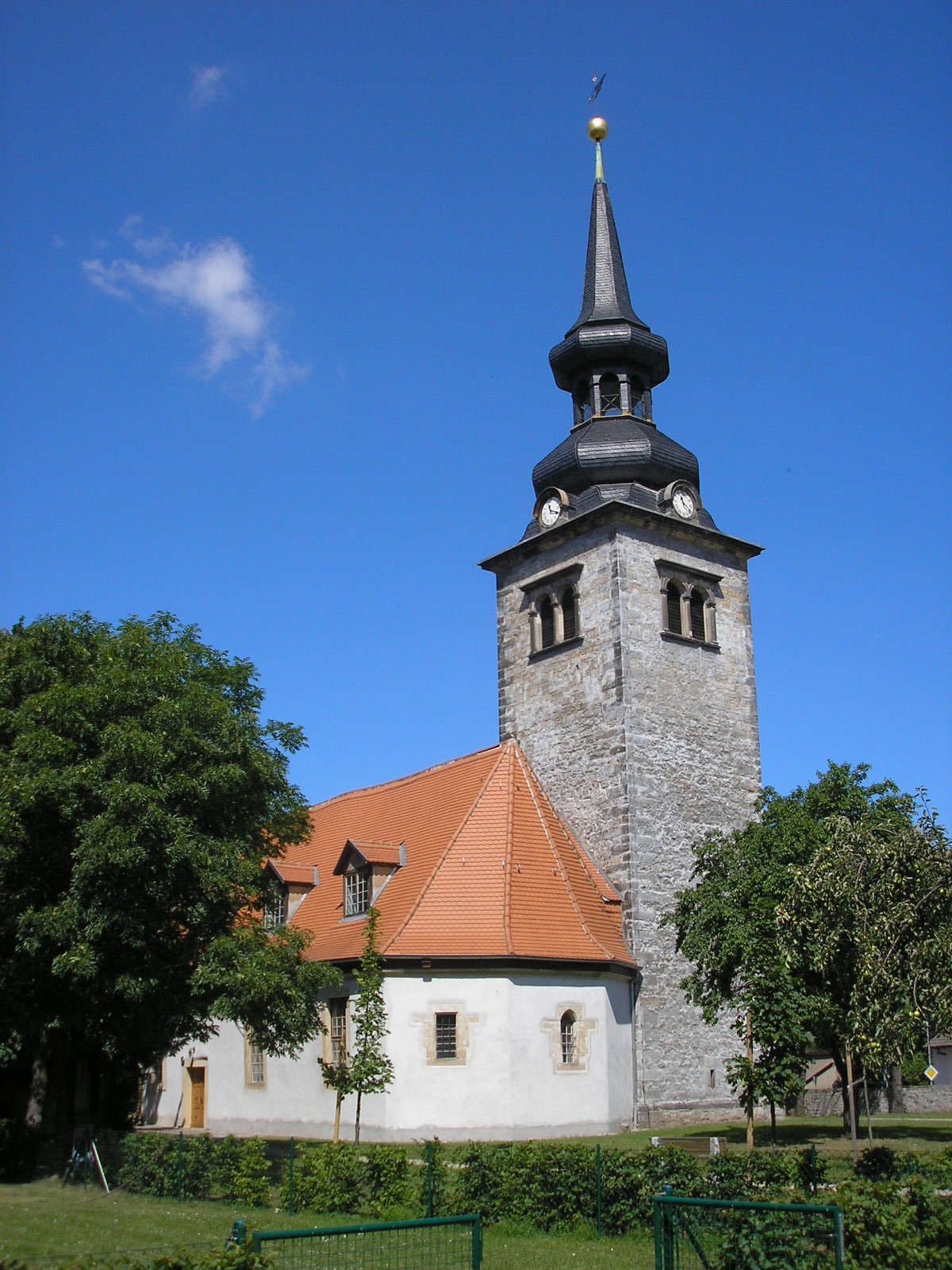
Mittelhausen
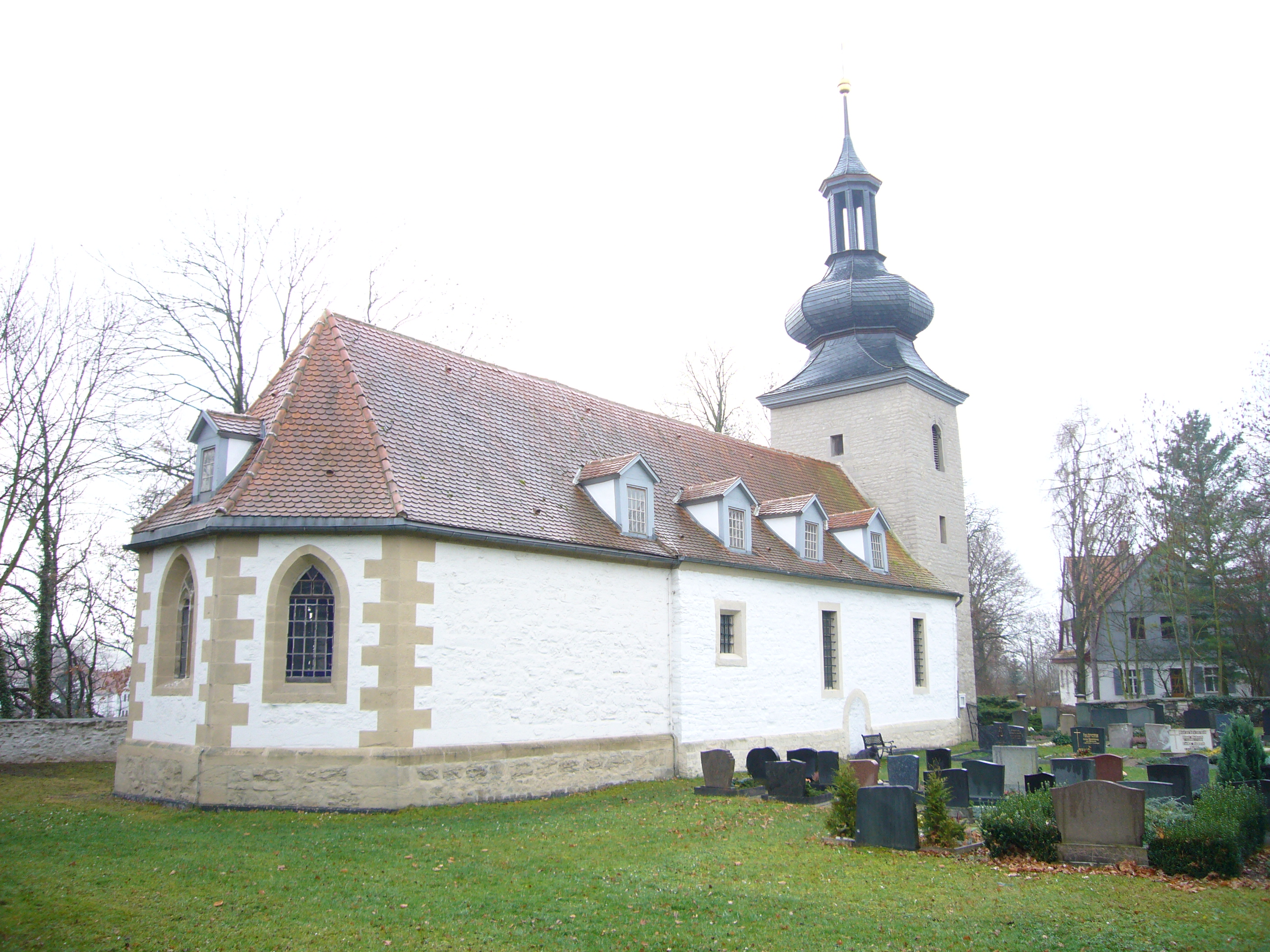
Möbisburg
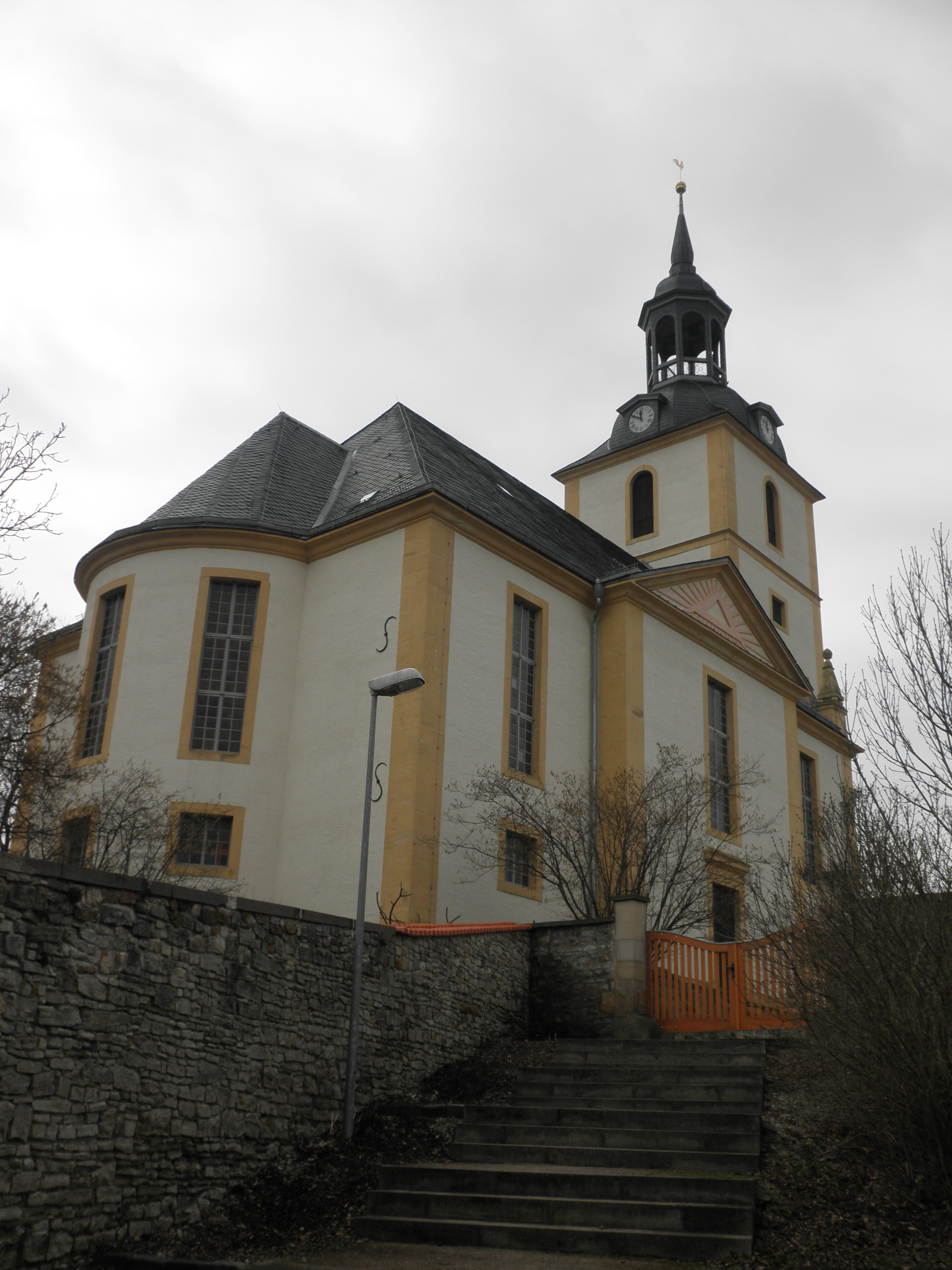
Molsdorf
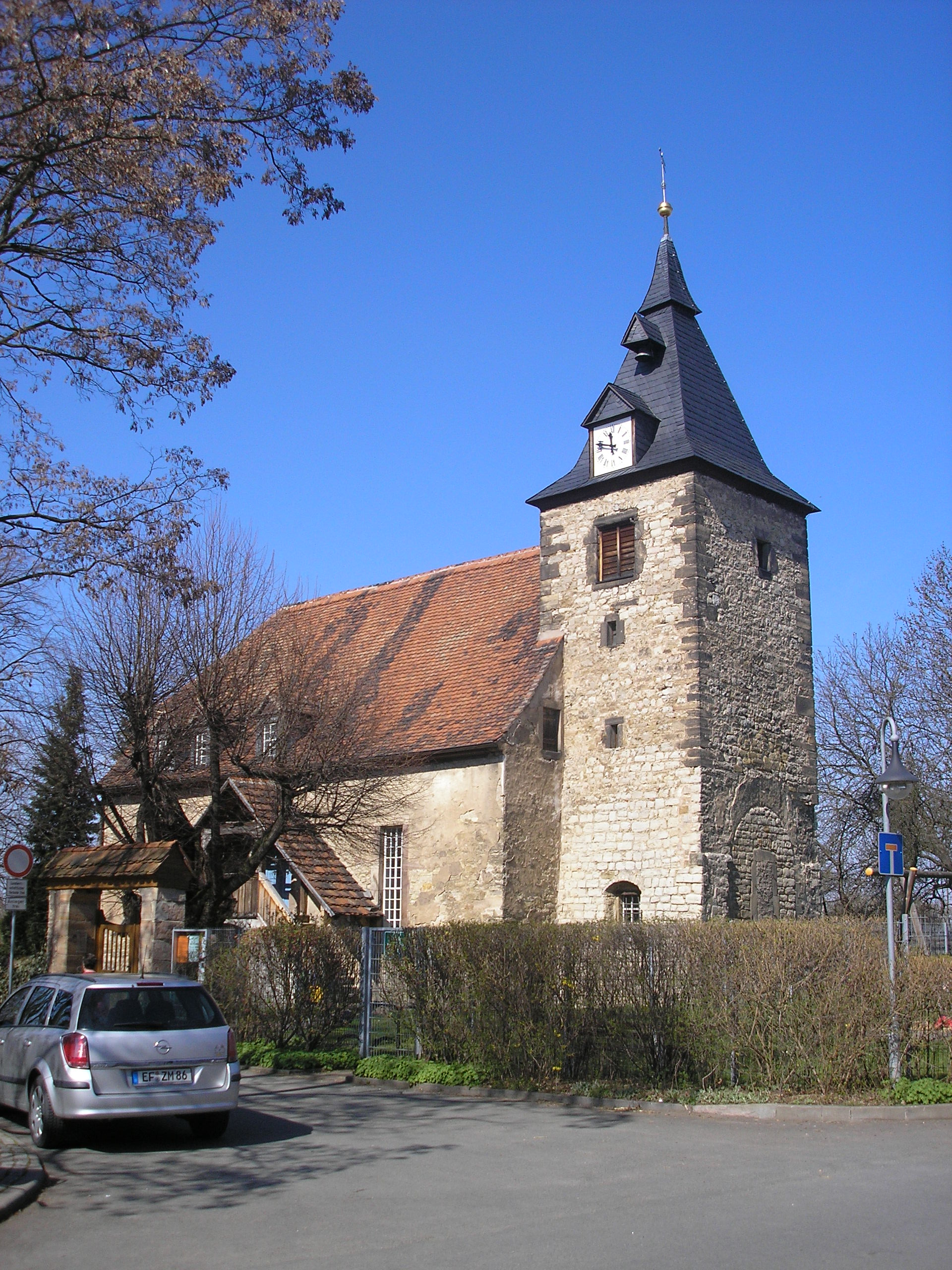
Niedernissa
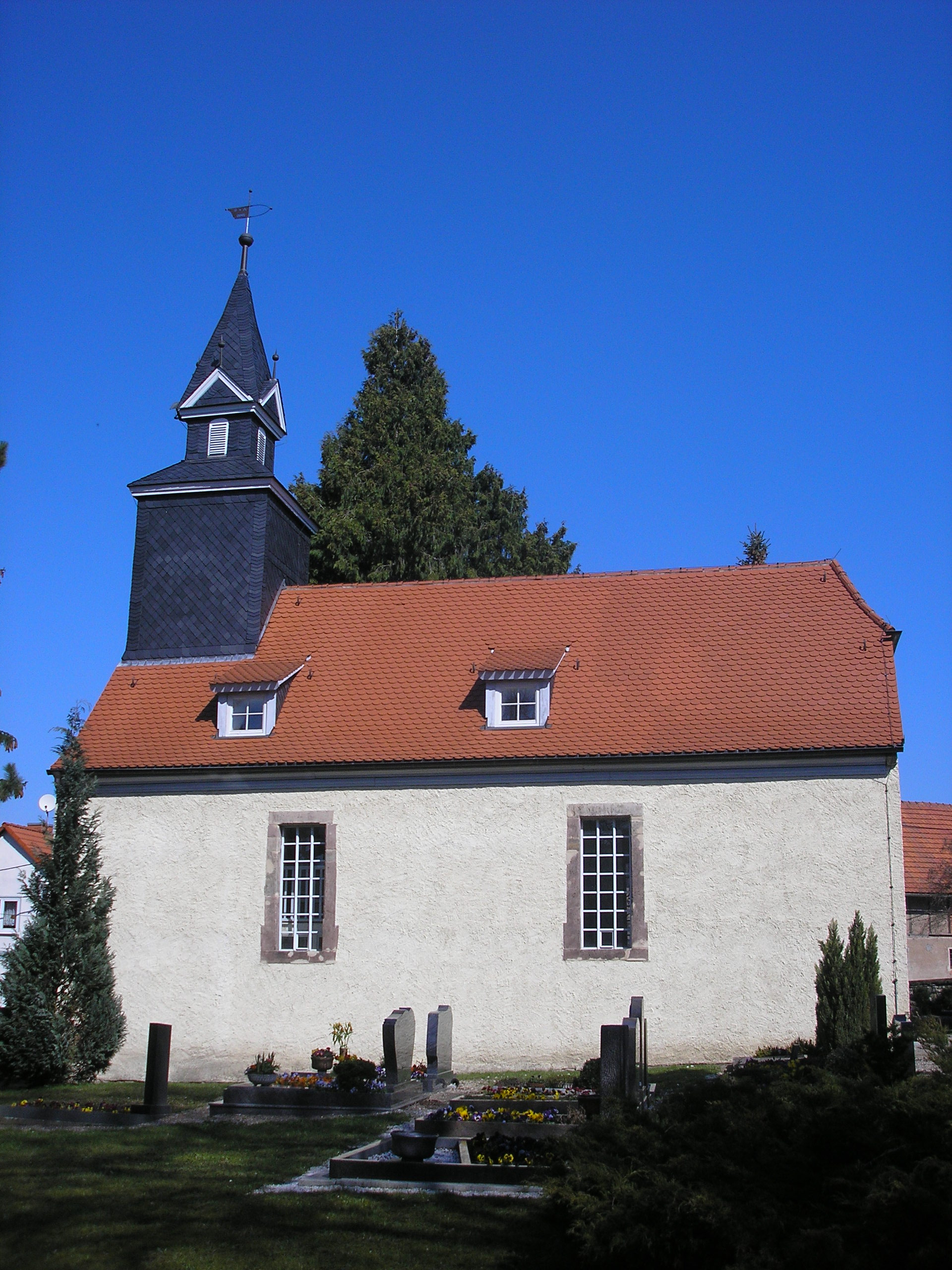
Rohda
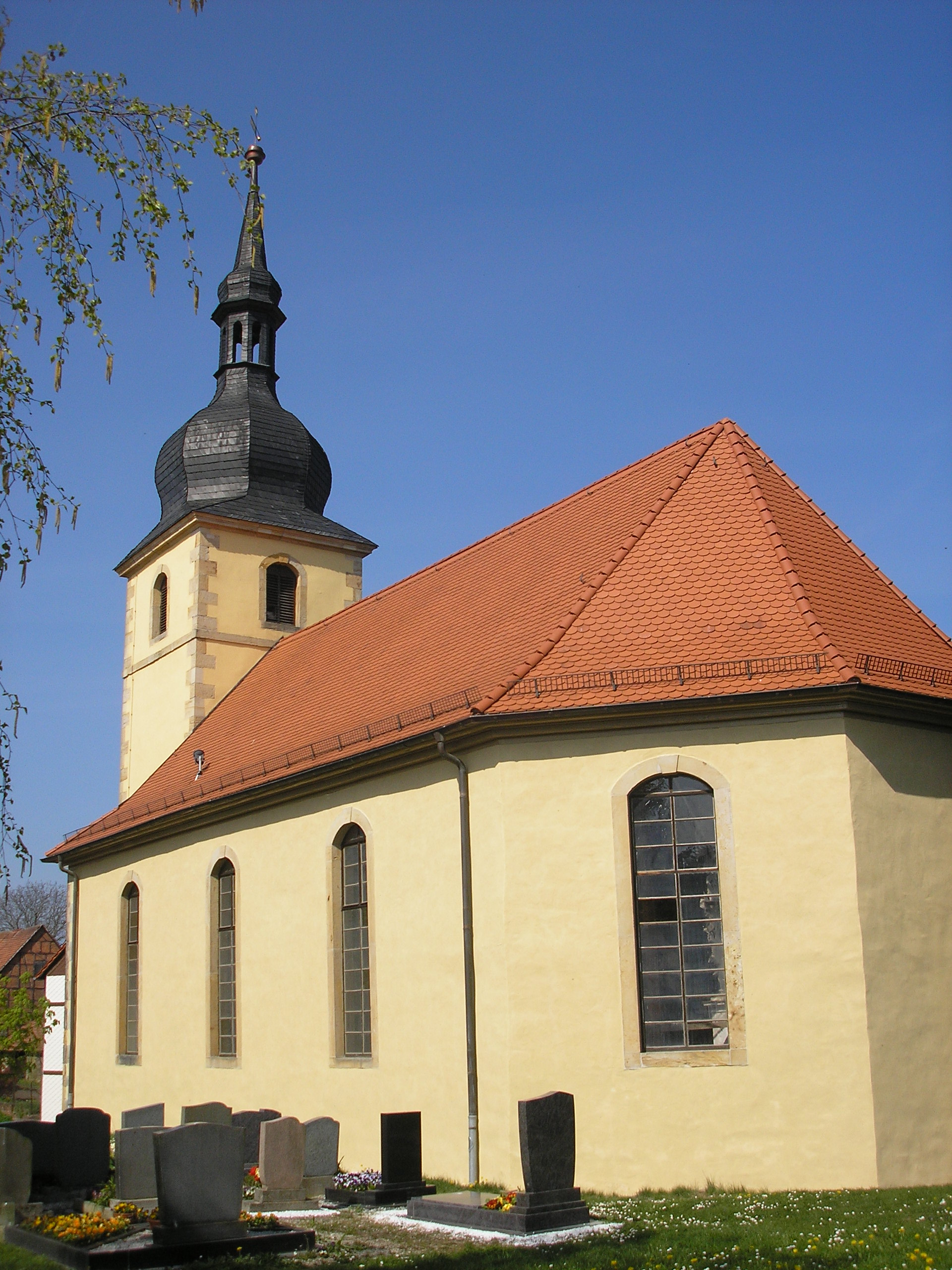
Salomonsborn
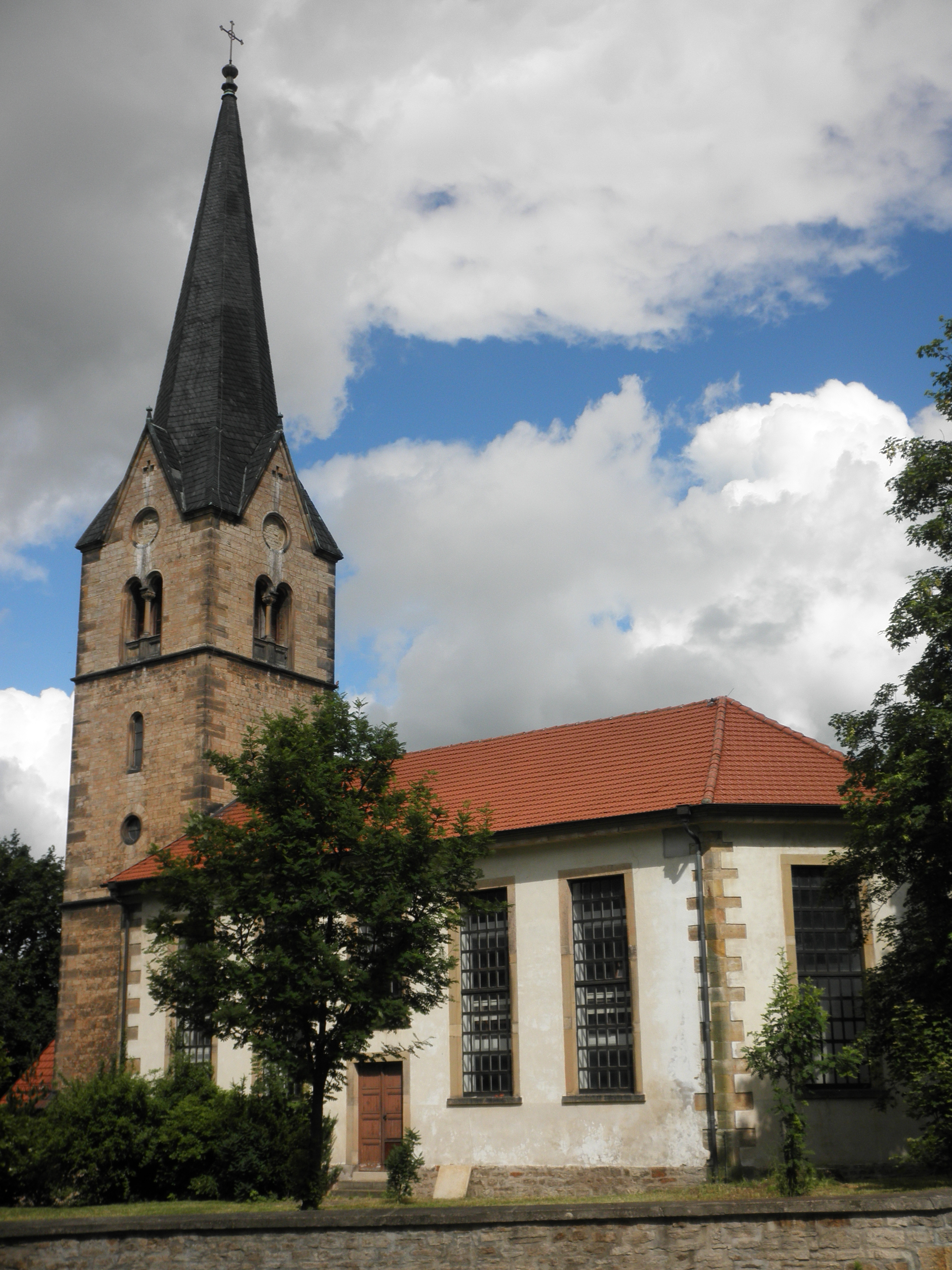
Schmira
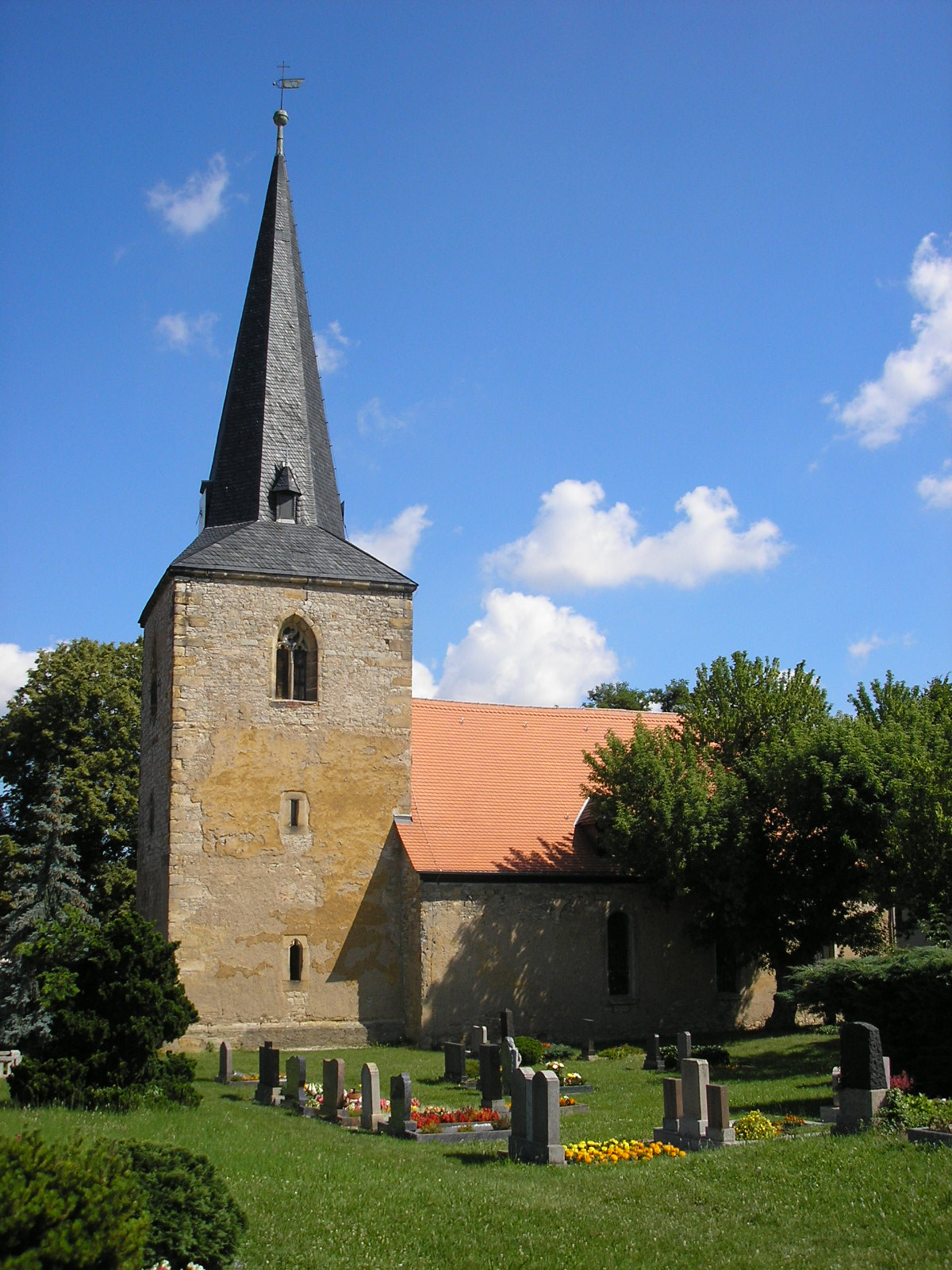
Schwerborn
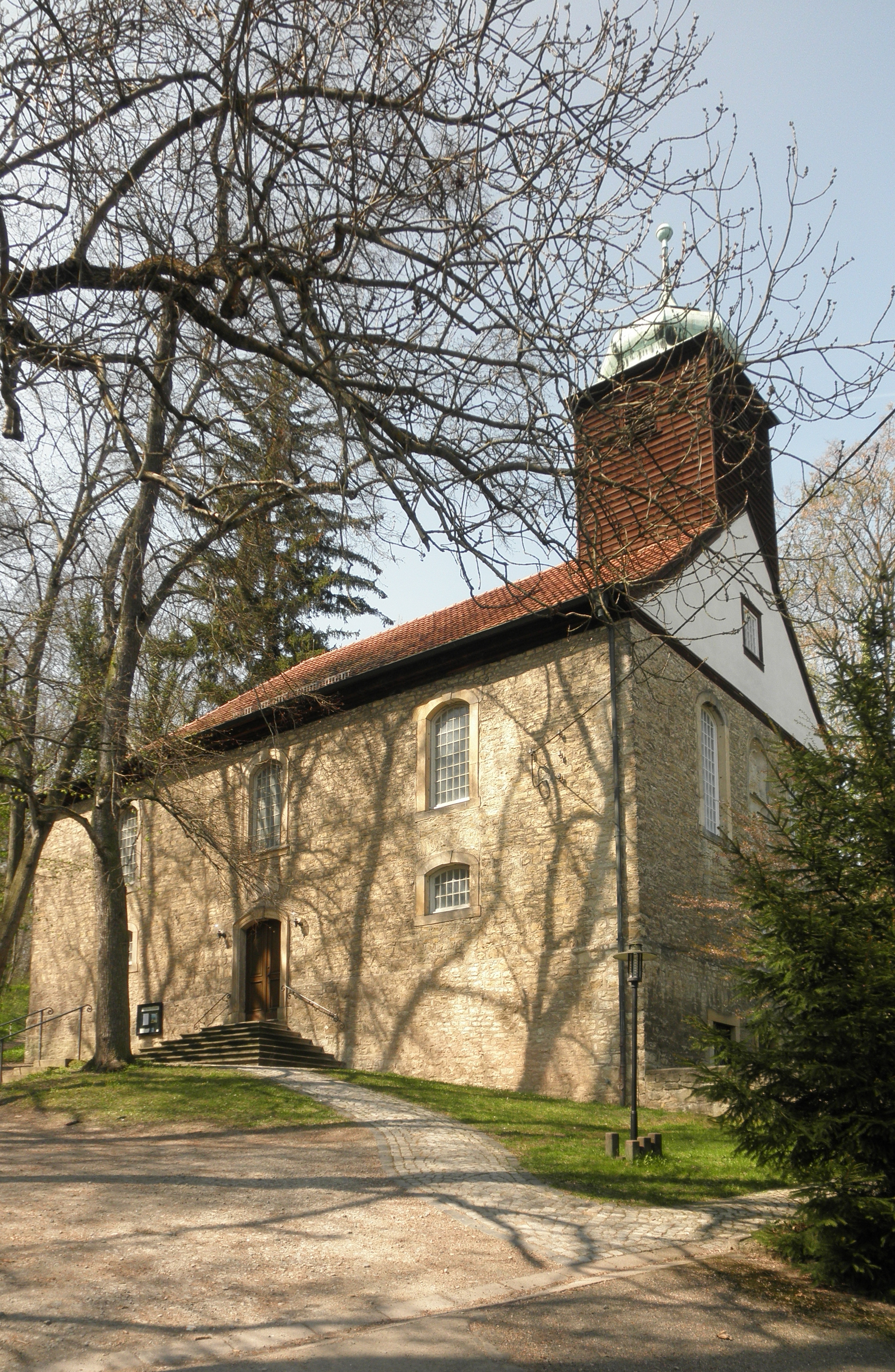
Stedten an der Gera
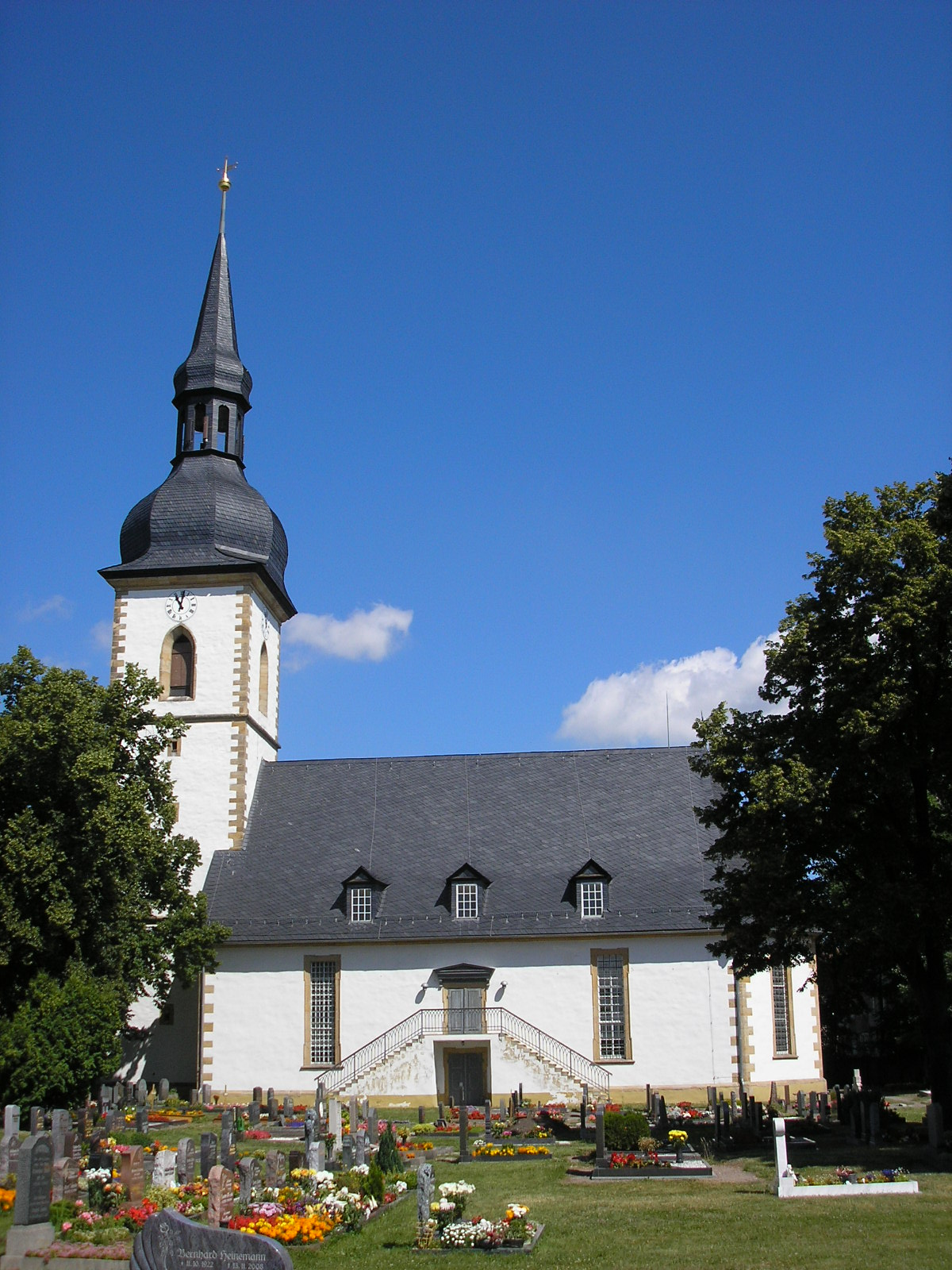
Stotternheim
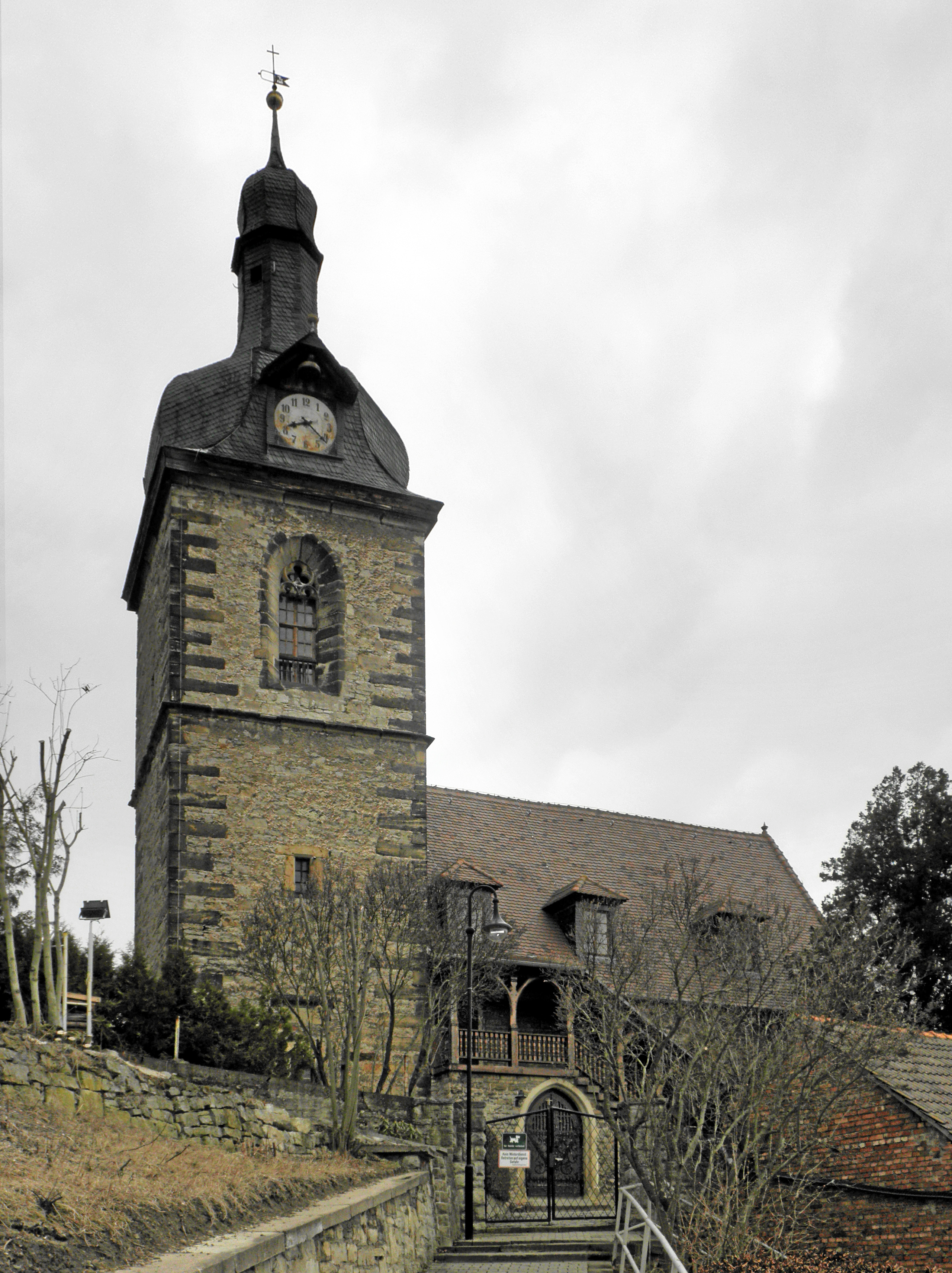
Tiefthal
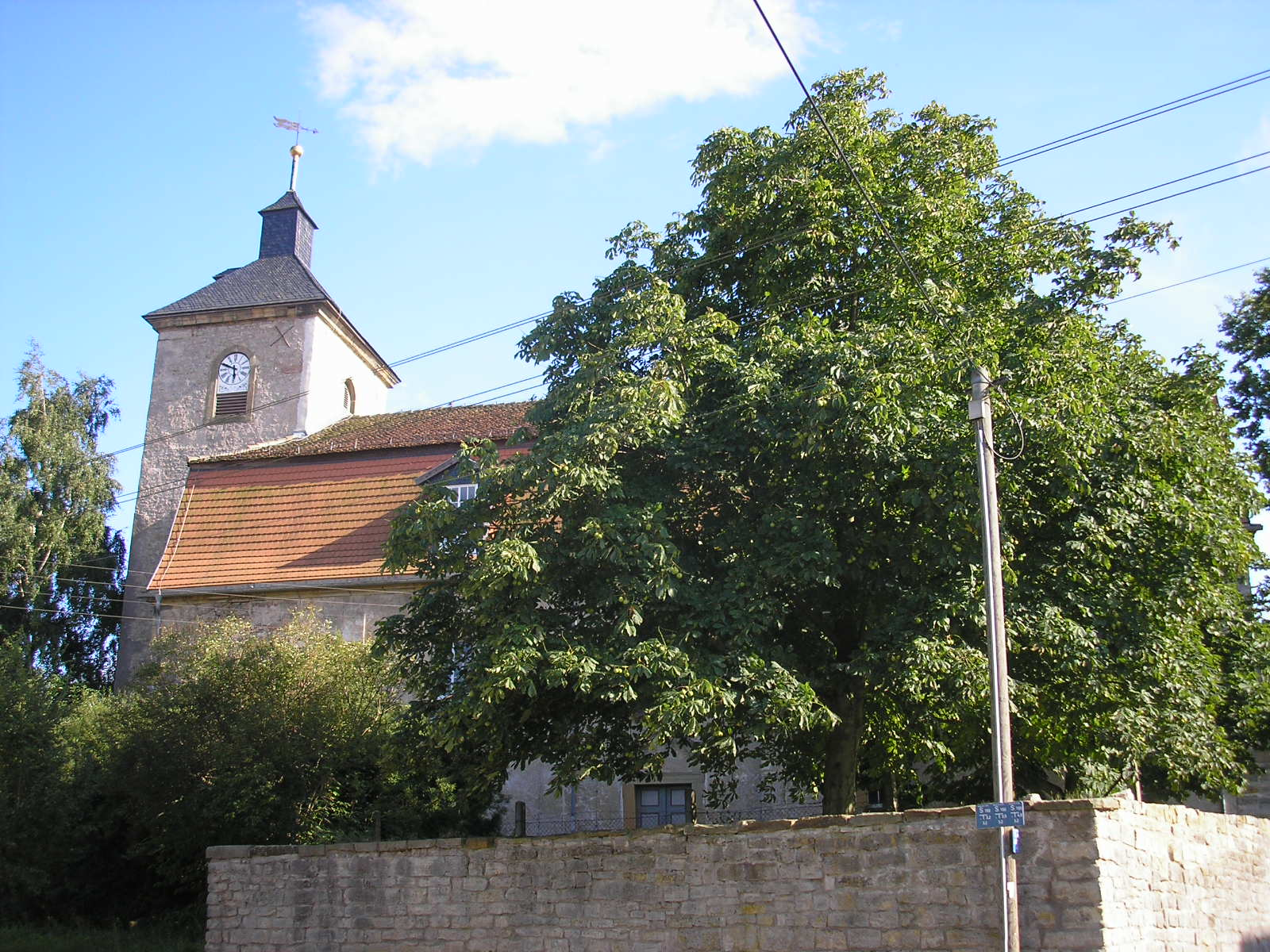
Töttelstädt
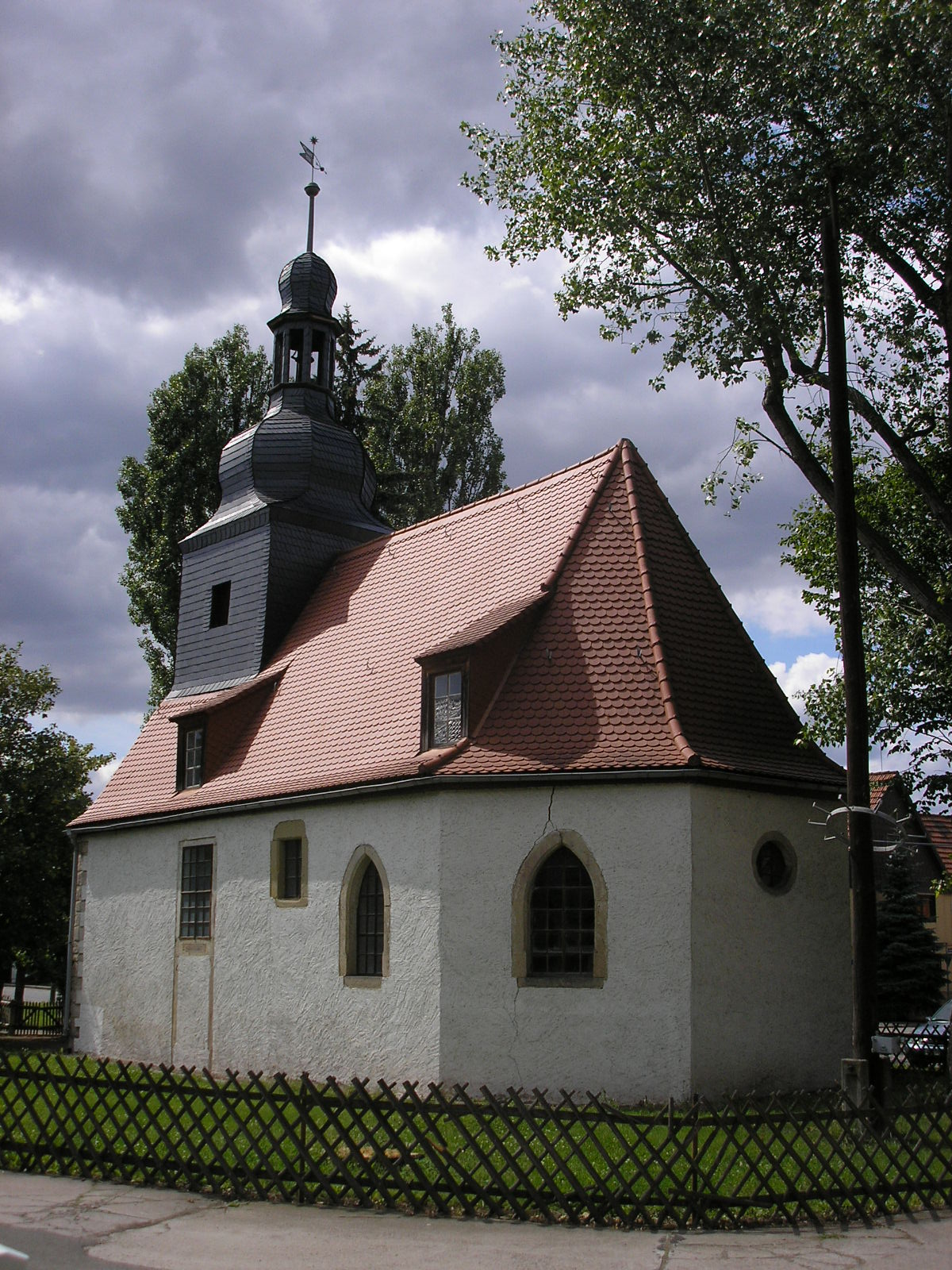
Töttleben
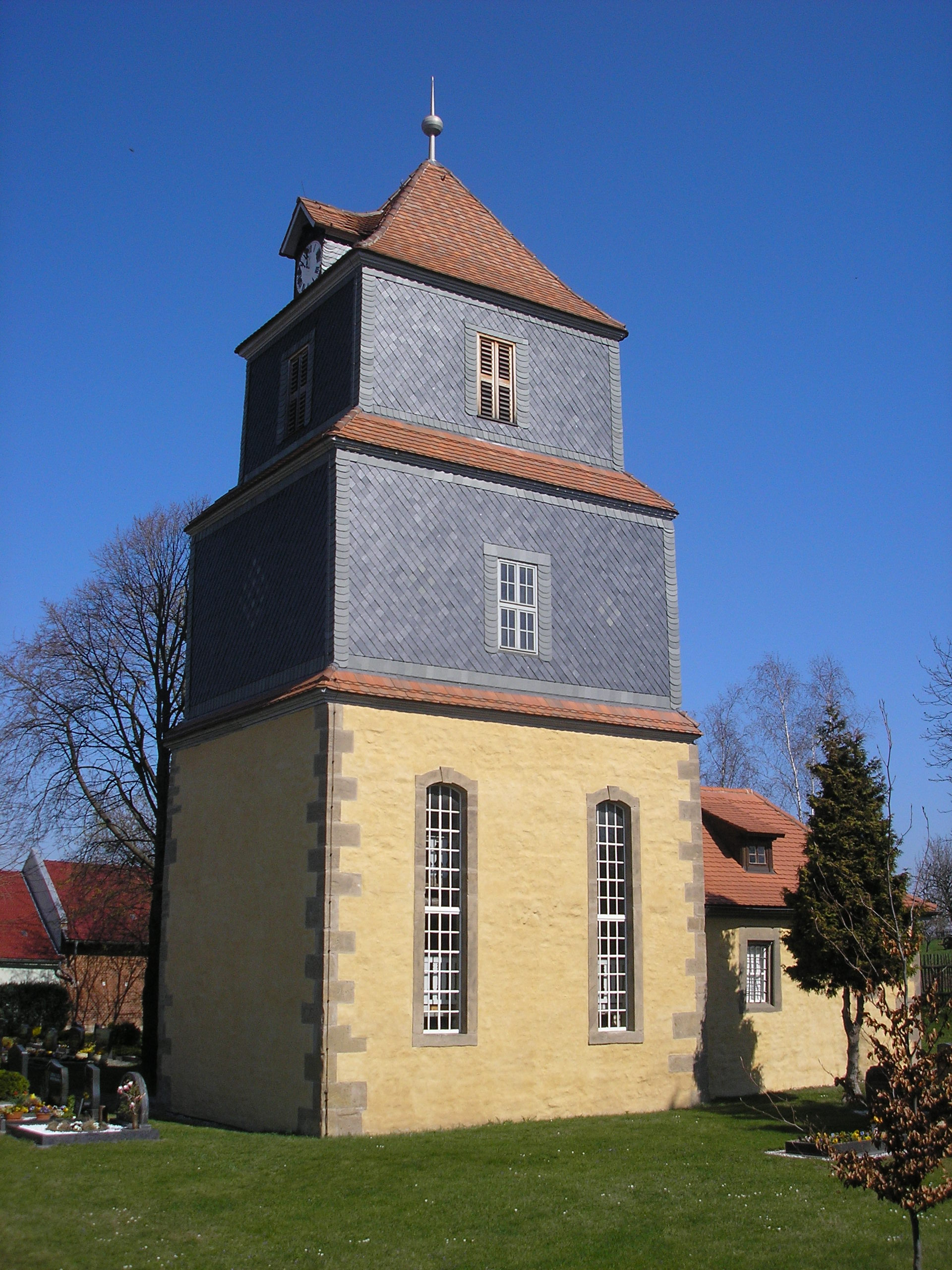
Urbich
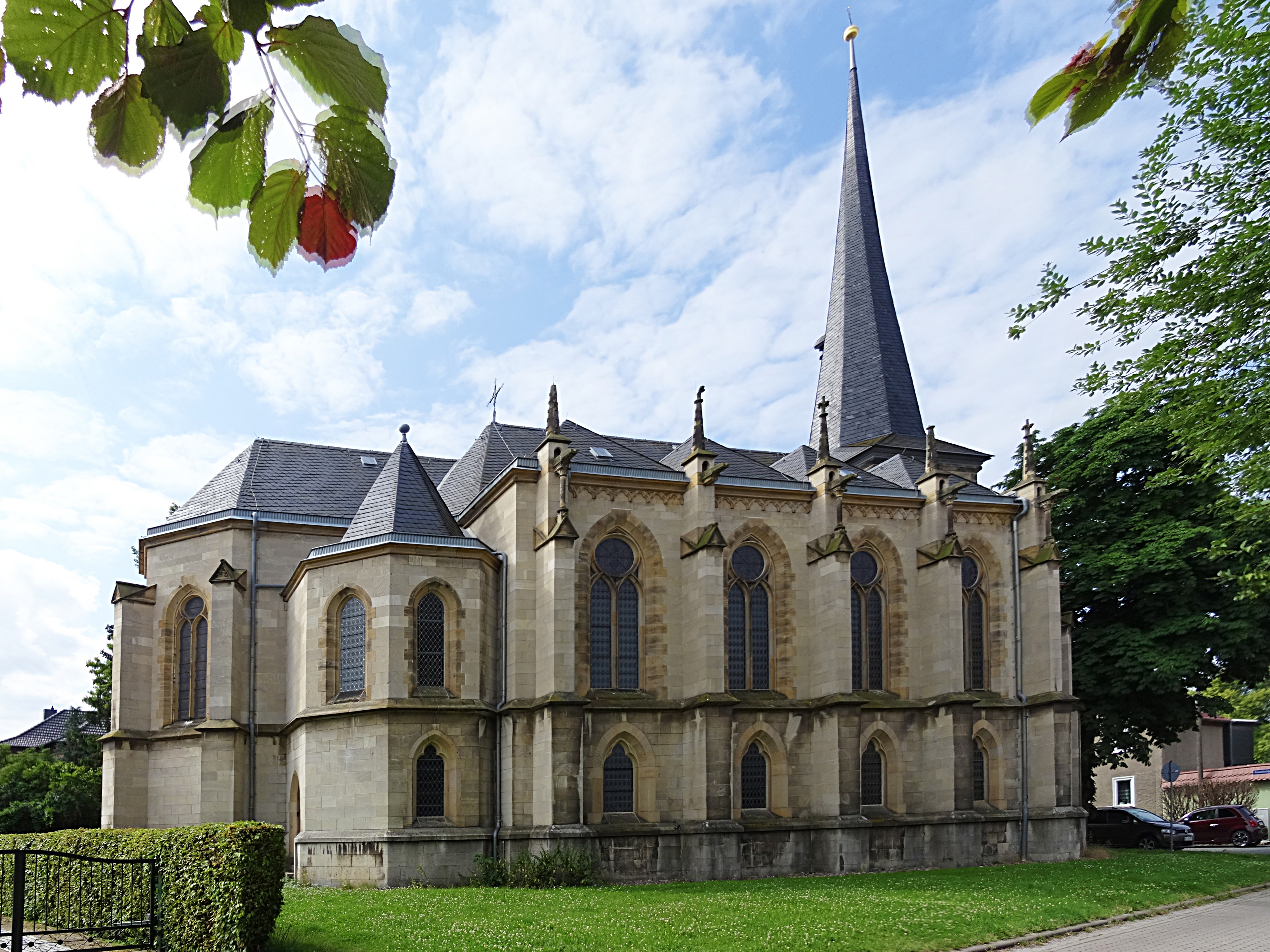
Vieselbach
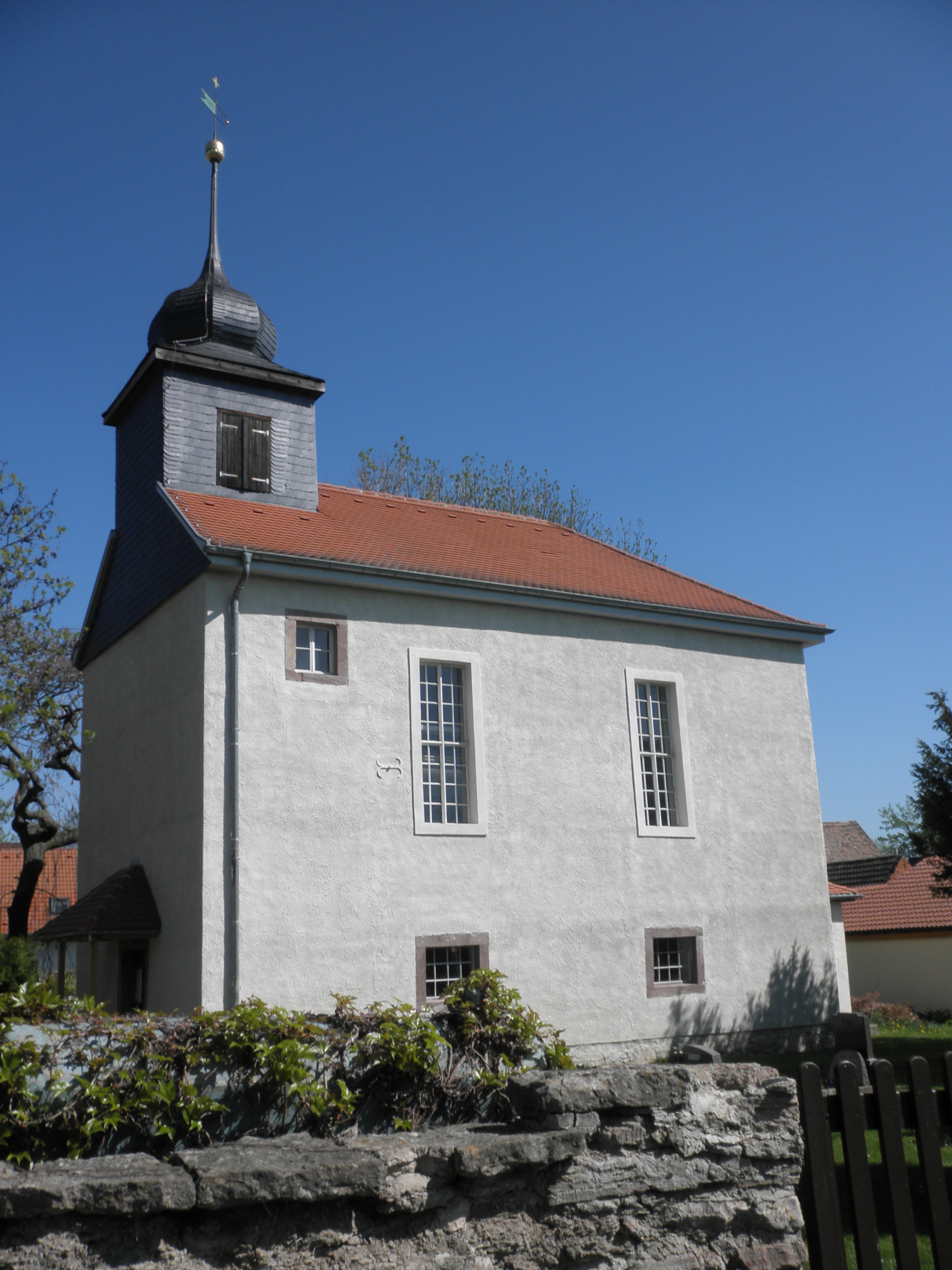
Wallichen
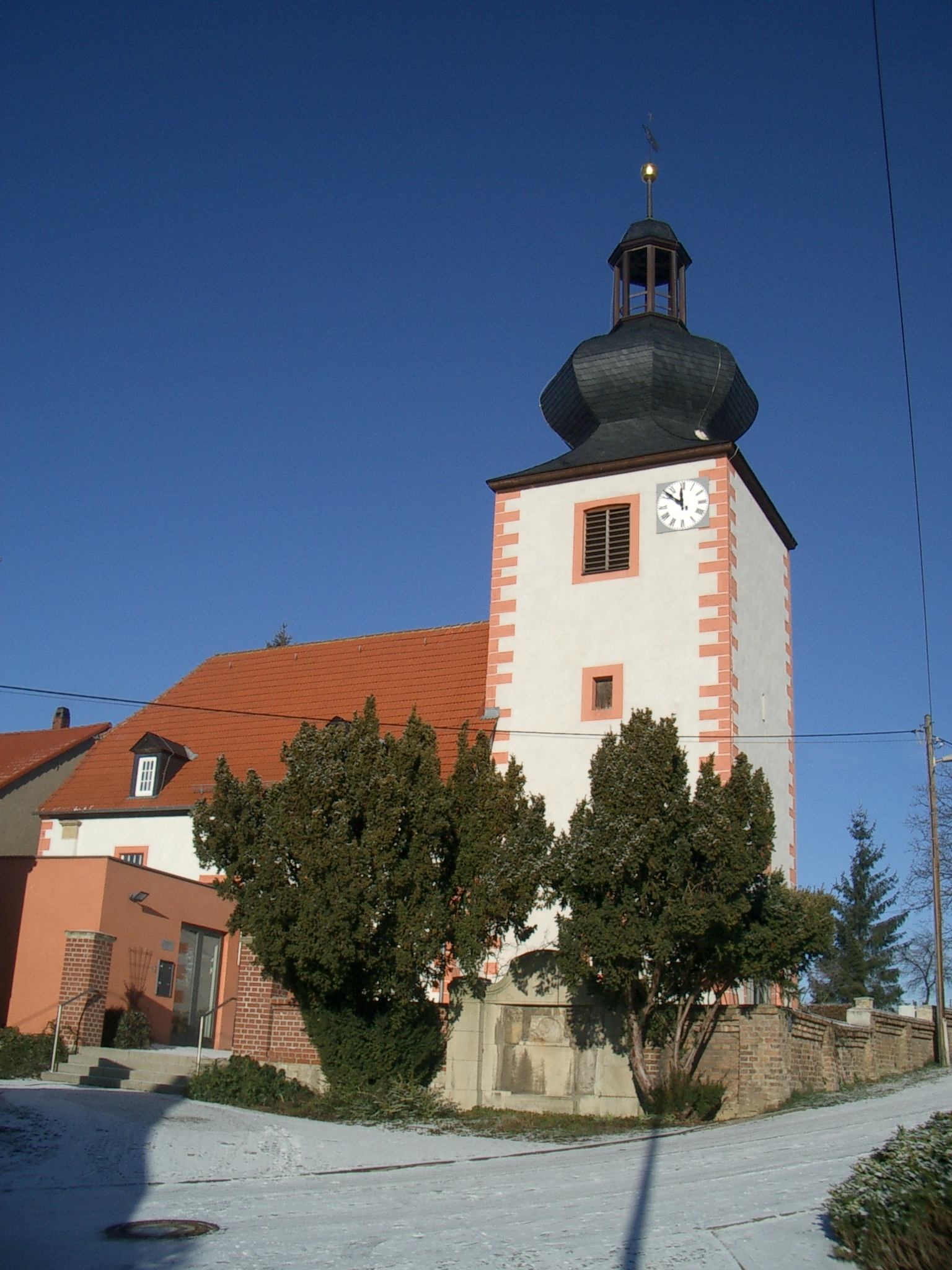
Waltersleben
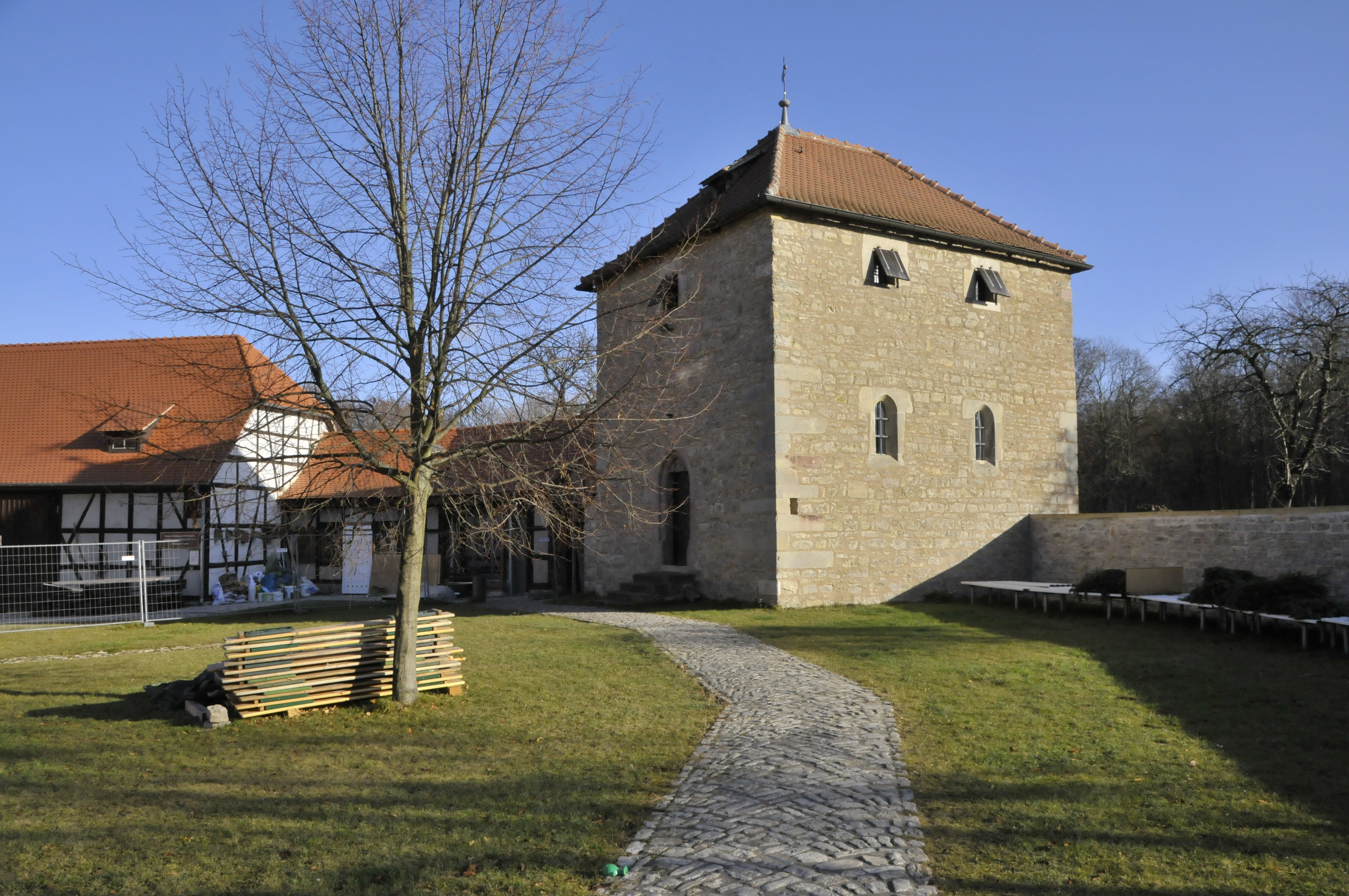
Willroda
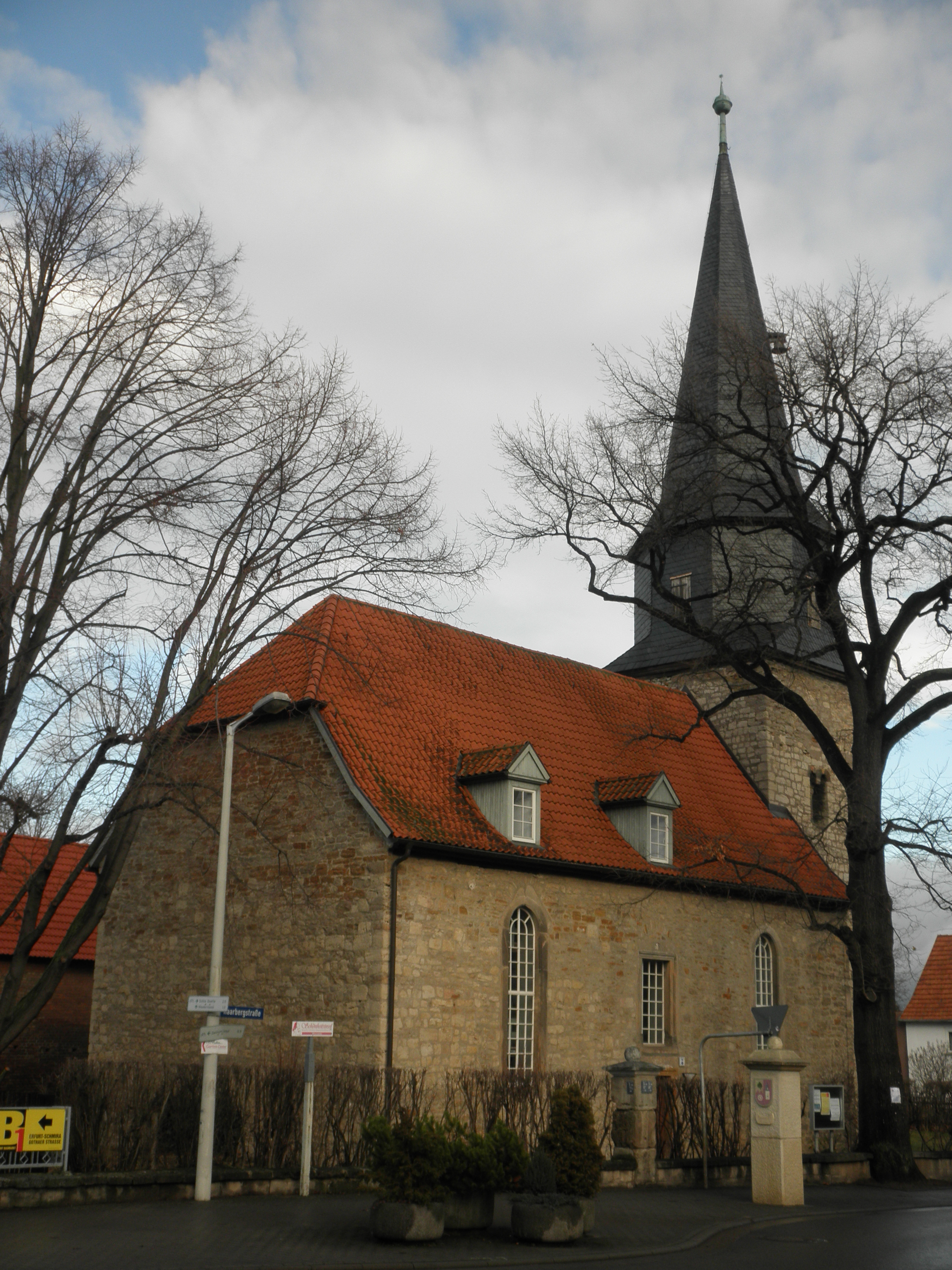
Windischholzhausen

### Gemeindezentren
- Gemeindezentrum Martin-Niemöller-Haus

## Judentum
- Alte Synagoge Erfurt
- Neue Synagoge (Erfurt)